# D4DJ
D4DJ（ディーフォーディージェー）は、DJをテーマにアニメ・ゲーム・声優によるライブなど多角的にメディアミックスを展開する株式会社DONUTSのプロジェクト。
タイトルにあるD4とは「Dig Delight Direct Drive」の頭文字を当てはめたものであり、ロゴの上部にも併記されている。
当初、株式会社ブシロードが主体となって展開し、DONUTSはアプリ開発を中心として協力する立場にあったが、2024年6月20日付で、ブシロードからプロジェクトの運営をDONUTSに移管されたことが発表された。これに伴い、ゲーム「D4DJ Groovy Mix」についても同年7月8日にDONUTS単独運営に移行する。

## 企画
本プロジェクトは、ブシロードによって、『BanG Dream!』、『少女☆歌劇 レヴュースタァライト』に続く「音楽メディアミックス三部作」の第3弾として発足した。本プロジェクトの統括プロデューサーである中山雅弘がアニメ!アニメ!とのインタビューの中で語ったところによると、ブシロード会長の木谷高明は、渋谷のハロウィンでのひと騒動等を見て、「皆楽しもうという気持ちから憂さ晴らしのようになり人々がアンコントローラブルになってしまうのはなぜなんだろうと」考えていた。シンガポールに拠点を置いていた2017年のある日、現地で行われたアメリカのDJユニット、ザ・チェインスモーカーズが観客を盛り上げながら、全体の雰囲気をプラスの感情へとコントロールしている様子を見て感銘を受け、「DJこそ、今時代が求めているものだ」と感じて発足に踏み切ったとされている。
木谷はザ・チェインスモーカーズのパフォーマンスの直後、日本にいた都田和志に連絡をする。時差の都合上、都田は寝ていたところを起こされた形で電話を受けたため、当初は理解できなかったものの、ローディーをはじめとするスタッフを用意必要のあるバンドと異なり、DJならより小規模なパフォーマンスができるほか、ザ・チェインスモーカーズのように複数人のDJユニットによるキャラクター間のコラボレーションもできる点などから、プロジェクトが進んだと2021年のインタビューの中で振り返っている。
また、TVアニメ版の監督、およびプロジェクト内ユニット・Photon Maidenの音楽プロデューサーを務める水島精二は本プロジェクトの三本柱の一つであるライブへの意気込みがすごかったと同じインタビューの中で話している。
2018年12月30日に『ブシロード DJ LIVE vol.1』がSOUND MUSEUM VISIONにて開催され、D4DJプロジェクトの始動が発表された。2019年4月5日には『ブシロード DJ LIVE vol.2』が新木場STUDIO COASTにて開催。同イベントにて、プロジェクトの続報としてアニメ化とゲーム化、メインキャラクターのシルエットと1st LIVEの開催が発表された。1st LIVEの開催までにいくつかのユニットの名称とキャラクター、出演声優陣の一部が発表され、2019年7月20日、7月21日の2日間にわたって幕張メッセにて開催された『D4DJ 1st LIVE』において主要5ユニット（Happy Around!、Peaky P-key、Photon Maiden、Merm4id、燐舞曲）と20名のキャラクター、そしてその担当声優が公開された。

### セッティング
Lyrical Lily
Lyrical Lilyはお嬢様学園に通う箱入り娘4人組という設定だが、プロデューサーの中村航は、これまで登場した6組のユニットの中でも最後発であるため、キャストも自分も手探りだったとSPICEとのインタビューの中で振り返っている。インタビューに同席した作曲家のエガワヒロシも、DJとお嬢様という組み合わせの振れ幅が大きいとしつつも、品位だけは保つべきだと考え、アイドル的なかわいらしさを保ったユニットであるため、ポップスとしても機能する曲を作るよう意識したと話している。
Merm4id
同ユニットは、キャラクターのセッティングの前の時点で、ゲームやアニメ以外の分野にも進出できるユニットを登場させるために考案された。
Merm4idのキャスティングに当たっては、モデルやグラビア関係者から歌手や声優業志望の者から募集することとなった。
以上のことから、当初はグラビアもできる大人びたユニットとしてスタートした。
サウンド面においては、プロデューサーの都田の意向により、大規模なEDMフェス並みのサウンドを作ることにした一方、ボーカルがかわいらしい女声であることから、重低音を強化する必要が生じ、お祭り騒ぎのできるユニットという方向性が立てられた。

### キャスティング
Happy Around!の一員である愛本りんく役には実際にDJとしても活動している西尾夕香が起用された。また、同じブシロードのプロジェクトである『BanG Dream!』および『少女☆歌劇 レヴュースタァライト』からも数名が参加している。本作ではユニットごとにプロデューサーが付けられており、このうちPhoton Maidenはテレビアニメ版の監督を務める水島精二が立候補し、採用された。同ユニットのプロデュースに当たり、音楽の方向性やユニットのイメージ等はブシロード側との話し合いによってすり合わせている一方、それ以外の点（オリジナル楽曲やカバー曲の選定）は水島の意見が尊重されている。水島はキャスティングにはかかわっていないものの、ゲーム版の収録やライブパフォーマンス時の演技指導には参加している。

## 歴史
メディアミックス展開について記載。

### 2018年
- 12月30日 - 『ブシロード DJ LIVE vol.1』にて、『D4DJ』プロジェクトの始動が予告される[7][8]。

### 2019年
- 4月5日 - 『ブシロード DJ LIVE vol.2』にて『D4DJ』のプロジェクト始動及びアニメ化とゲーム化が発表。同時に、メインキャラクター8人のシルエットが公開された[9]。
- 5月13日 - YouTubeにて配信された『D4DJスペシャル生放送　-STAY TUNE!-』にて、さらに16人のキャラクターのシルエットが公開された[11]。
- 7月20日・21日 - 幕張メッセ 国際展示場1ホールにて『D4DJ 1st LIVE』が開催。ステージ上で、キャラクターと担当キャストが発表された[12]。
- 10月14日 - D4DJ 2nd LIVE -Nonstop Night-にて6組目のユニット「Lyrical Lily」のキャラクターが発表された。この際、進藤あまねが春日春奈役を務める事、その他のキャストは一般公募で選ばれる事が発表された。

### 2020年
- 4月26日 - 春日春奈役以外のLyrical Lilyのキャストが発表された[15]。
- 10月25日 - 『D4DJ Groovy Mix』が正式リリース。
- 10月30日 - 第1期TVアニメ『D4DJ First Mix』がTOKYO MX、BS日テレなどの各局で放送開始。

### 2021年
- 2月5日 - 『D4DJ Photon Maiden TV』およびコーナーアニメ『ぷっちみく♪ D4DJ Petit Mix』がTOKYO MX、BS日テレなどの各局で放送開始。

### 2022年
- 4月8日 - 『D4DJ マ・マ・マ・Merm4id！』がTOKYO MX、BS日テレなどの各局で放送開始。
- 7月1日 - 『D4DJ マ・マ・マ・Merm4id！』の後番組として『23時にLyrical Lilyハウスでよろしくて？』がTOKYO MX、BS日テレなどの各局で放送開始。
- 8月15日 - 渡月麗役・志崎樺音の降板が発表された。
- 8月19日 - アニメ特別編『D4DJ Double Mix』がTOKYO MX、BS日テレなどの各局で放送された。
- 9月28日 - 入江麻衣子が渡月麗役を引き継ぐことが発表された。
- 10月7日 - 『23時にLyrical Lilyハウスでよろしくて？』の後番組として『D4DJ Happy Around!課外活動報告』がTOKYO MX、BS日テレなどの各局で放送開始。入江麻衣子の初お披露目となった。
- 10月11日 - 海原ミチルを中心とした新ユニット「ミチルユニット（仮）」（後に「UniChØrd」に改名）のキャラクターとキャストが発表された。
- 10月24日 - 新ユニット「Abyssmare」のキャラクターとキャストが発表された。
- 11月30日 - 新島衣舞紀役・前島亜美の降板が発表された。
- 12月12日 - 七木奏音が新島衣舞紀役を引き継ぐことが発表された。

### 2023年
- 1月13日 - 第2期TVアニメ『D4DJ All Mix』がTOKYO MX、BS日テレなどの各局で放送開始。
- 4月21日 - 『D4DJTV side：nova』がTOKYO MX、BS日テレなどの各局で放送開始。

### 2024年
- 3月26日 - グルミク研究生によるユニット「EGOEGG」のキャラクターとキャストが発表された。
- 6月20日 - 株式会社ブシロードから株式会社DONUTSへ、プロジェクトの運営移管が発表された。
- 9月30日 - 月見山渚役・大塚紗英の卒業が発表された[16]。
- 12月11日 - 海弓シュリが月見山渚役を引き継ぐことが発表された[17]。

### 2025年
- 3月2日 - 芸能界引退に伴い、日高さおり役・葉月ひまりが3月31日をもって降板することが発表された[18]。
- 3月3日 - 一ノ橋美雲役・小柴美羽の卒業が発表された[19]。
- 3月6日 - 神田はれ役・よしださくらの卒業が発表された[20]。
- 7月21日 - 桜田彩羽が日高さおり役を引き継ぐことが発表された[21]。

## 登場人物
本作に登場するユニットのうち、「Happy Around!」、「Peaky P-key」、「Photon Maiden」、「Lyrical Lily」、「UniChØrd」、「Abyssmare」のメンバーは高校生で、「燐舞曲」と「Merm4id」のメンバーは大学生である。

### Happy Around!（ハッピー アラウンド）
略称は「ハピアラ」。女子校の陽葉（ようば）学園の高等部に通うりんくたちが結成したDJユニット。メンバーは全員、高校1年生→2年生。ユニット名はりんくの口癖から由来したもので、「DJ mash & りんく with VJ only + 渡月麗」では長すぎるので改名した。その名の通りオーディエンスを巻き込んでフロアをハッピーな空間に作り上げるパフォーマンスが特徴。「Happy Around!」のロゴはむにがデザインした。 
愛本 りんく（あいもと りんく）
声 - 西尾夕香
アフリカからの帰国子女。無邪気だが、どこか抜けていて（違うクラスの教室で転校挨拶をするなど）ずれている。真秀との出会いを通じてDJに興味を持ち、ユニット結成に至る。
幼少期に生物学者の両親の仕事の都合でアフリカのティオティオ島に行くが、高校進学を単身で日本へ帰国し、陽葉学園高等部に転校した。
転校初日の昼休みの校内放送で流れた曲が幼い頃に見たDJイベントと同じ曲だったため、気持ちが高ぶるあまり放送室へ飛び込んでしまう。ここで初めて真秀と対面する。DJ活動をよく知らなかったため真秀に連れられPeaky P-keyのパフォーマンスライブを見ると直ぐにDJ活動を行うと決意する。DJに詳しい真秀を何度も誘うことで、ついに「DJ mash＆りんく」を結成。はじめは真秀にDJの基本を教わっているが、真秀が繋げた曲が「WOW WAR TONIGHT」に繋がることに気付き、真秀に繋げてもらう様に促すと見事に繋げることができた。なぜ繋がるかわかったかを聞かれると「身体に響いている感じが似ている」から。これにより真秀は「身体でビートをかなり正確に感じ取っている」ということに気付く。不意に踊りだす姿を見て真秀からダンサーを推奨され、パフォーマンスの腕を磨いていくことになる
親友や頼み事をする相手に小さな巻貝をプレゼントとして渡す癖がある。「ぐるぐるDJ TURN!!」の歌詞のなかにも「潮干狩り」とあり、アニメオープニングにも長靴を履いたりんくと真秀がバケツや熊手を持っている立ち絵がワンカット挿入されている。
Remixコンテストで真秀がリミックスをした曲を何度も聴くうちに自然と歌を覚え、試しにボーカルをすると真秀から「絶対上がる」と好評を受け、以後ユニットの大まかなボーカルはりんくが請け負っている。
口癖は「はっぴーあらうんど！」（くるくる回る動作も伴う）で、ユニット名にも反映されたほどである。
明石 真秀（あかし まほ）
声 - 各務華梨
DJ担当。過去に見たDJのパフォーマンスにあこがれ、自身もDJを目指す。音響ルームに入り浸っているため学校でもヘッドフォンを常着し、授業中などは首に掛けている。DJやリミックスの話になると夢中になってしまい、相手が聴いていなくても一人で喋り倒す。
りんくに何度もユニットの結成をせがまれついに根負けし「DJ mash＆りんく」としてユニットを結成する。当初は、りんくをあまり知らない状態でありながらも、りんくの身体で正確にビートを感じ取る特性を見出したことで過去に見たあこがれの舞台を意識するようになる。最初はDJの基本をりんくに教えるが、りんくが不意に踊りだす姿を見てダンサーとしてパフォーマンスの腕を磨くようアドバイスをし、相応するように自身もパフォーマンスの幅を広げていく。
初めてのライブで観客が少なくなるのを避けるためRemixコンテストに応募するが、5位以内に入らず落ち込んでしまう。しかし、校内放送者の権限で真秀がリミックスした曲が流され、結果的に集客に成功する。その後パフォーマンス用に編曲し直し、りんくのボーカルを掛け合わせた「気分上々↑↑」を披露。初のパフォーマンスは大成功を収めた。
絵のセンスが壊滅的で、りんくとの第2回目のパフォーマンスライブ用のフライヤー（広告ポスター）を作成したが、とてつもない強烈な見た目になっており鉢合わせたむにから辛辣なダメ出しを食らった。ストレートにダメ出ししてくるむにに対して自分より出来のいいフライヤーを作るよう言い付けるが、その出来を見てあまりの良いデザインに思わず感激し、そのままフライヤーの作成をむにに任せることになる。
りんくがPeaky P-keyにゲスト参加した際、あまりに溶け込んでいるのを見て、ピキピキへの引き抜きを心配する。弟妹がいるので料理など家事が得意。
1期アニメEDでは、彼女が独りでDJブースを飛び出し踊っている姿が流れる。2期アニメEDでは、真秀以外のDJ担当も登場、各ユニットのヴォーカル担当がパートを交代しながらエンディングテーマを歌う。
大鳴門 むに（おおなると むに）
声 - 三村遙佳
VJ担当。無二と掛けて「VJ only」と名乗る。りんくの幼馴染で、彼女に絵をほめられて以来、絵を描くようになり、インターネット上において人気を集めている。自分を認める者には甘える一方、それ以外の者に対しては距離を置く。
りんくと真秀がフライヤーの作成に盛り上がっているとこに鉢合わせるが、あまりにも強烈な見た目に思わず声を荒げてしまう。真秀より出来のいいフライヤーを作るように言われ、りんくからの期待の目もあって仕方なくフライヤーの作成を受け持つことになる。りんくからVJを流したいと誘われるが、いくら幼馴染でも迷惑を掛けてはいけないと真秀に止められてしまう。だがむには、VJを受け持つことを宣言しユニットに加入する。
初めての挑戦でいきなりオリジナルのVJ素材を完成させ真秀からも感心されるが、迎えたパフォーマンスの日に直前で急に怖くなり公園に逃げ込んでしまう。あの頃から変わってないと自身を悲観し嘆いていると、りんくが公園までむにを探しに来てくれていた。りんくと共に会場へ向かい真秀が場を繋いでいてくれた所でついにパフォーマンスデビューを果たす。ラップが天才的に上手。舞台ではライトスティックを高速回転させる技が得意。
途中からうさ耳型ヘアバンドを付けるようになり、また作中で持ち歩いている猫のようなキャラクターは「にょちお」である。アニメOPでは自分で飛び跳ねながら伸び縮みして姿を変える。
自分のことを『天上天下唯我独尊唯一無二』と表すが、Happy Around!のことをよく考え、仲間を大切にするツンデレガール。
渡月 麗（とげつ れい）
声 - 志崎樺音 → 入江麻衣子
裕福な家庭に生まれた令嬢。作曲・編曲におけるメロディ担当でもある。様々な習い事を経験しており、特にピアノの腕前はかなりのもので、ライブ時にはショルキーを使用する。昼食用の弁当も豪華で懐石料理であったこともある。さやいんげんの豆を取るなど、料理や買い出しも不得手。
Photon Maidenの新曲応募で知名度を上げるためピアノの練習をしていたりんくと鉢合わせ、その後、りんくにピアノを教えるようになる。りんくが少しだけ上達したピアノをむにと真秀に演奏している所を偶然通りかかり、少しだけピアノを披露すると真秀から新曲作成のメロディ作りを依頼され不安ながらも承諾する。完成した曲を応募するが、結果は落選し自分のせいだと落ちこんでしまう。だが落選したなら自分たちの曲にしようという3人の意見から改めて編曲作業に取り掛かり、ユニット初のオリジナル曲「Make My Style」を完成させる。むにが自分もボーカルをやりたいと言う一方的な要望でむにに合った新曲作成を受け持つことになる。
りんくの「麗とむにがお泊り会をすれば曲のイメージが掴めるかもしれない」というアドバイスを受け急遽むにの自宅へ泊まることになる。最初は硬い空気でまともに会話が出来なかったが、むにからゲームの誘いを受けそこから徐々に打ち解けていく。むにの色んな面が見え楽曲のイメージが湧いてくるがかえってどうまとめて見ればいいかわからなくなってしまうも、りんくに全部弾いて見ようと言われそのままメロディを作ることに。真秀にとてもいい曲になると評判を受け、更にむにからパフォーマンスに出るよう催促される。はじめは拒んでいたが、最終的に舞台に上がることを決意しそのままパフォーマンスデビューを果たす。
Lyrical Lilyの春奈とは以前から交友がある。

### Peaky P-key（ピーキー ピーキー）
略称は「ピキピキ」。響子たちが陽葉学園の中等部の時に結成したDJユニットで、現在はメンバー全員、陽葉学園の高等部1年生→2年生。テクニックやパフォーマンスなどメンバーは全員実力派揃いである。そのため中等部の時に結成した当初の時点から高校生になった現在に至るまで、学園内外で絶大的な人気を誇っている。
山手 響子（やまて きょうこ）
声 - 愛美
リーダーでカリスマ的人気を誇る。音楽一家に育ち天性の才能があるが、日々の努力も欠かさない。りんくと仲がよく、いつも観客を笑顔にさせる自然的なライブパフォーマンスを披露する彼女に興味を持っている。
幼少期の頃、土蔵から時々顔を出しているしのぶを見て「閉じ込められたお姫様か何か」と勘違いしていた。小学生の時にネットで「DJしのびん」の曲を聴き憧れるようになり、以降自分でも作曲活動を始めるようになる。そのまま陽葉学園中等部に入学するとしのぶと出会い思わず「閉じ込められてたお姫様？」と口を開いた。DJしのびんと名乗っていたしのぶと出会い憧れの人と出会えたと思いユニットを組もうと申し出るが断られてしまう。しかし、その日からしのぶに最低でも週に1曲、多いときには4曲も作曲した物を送るようになる。しのぶいわく、回数を重ねる毎に良いものになっていった。
クリスマスイブに単独でライブを行ったが、音だけが走り観客も付いてこれず大失敗してしまう。この時ライブを見に来ていたしのぶから「お前の曲はピーキーすぎんだ」と憤りをぶつけられた。しかしそれと同時に「これからは私にかけさせろ」と申し込まれ初めてユニットを組むことになる。その夜、しのぶと二人だけのパーティーを開きそのまま明け方にしのぶに対し「あたしもピーキー、しのぶもピーキー。二人でPeaky P-keyってのはどう？」と持ち掛け、ここで初めてPeaky P-keyというユニットが誕生した。
犬寄 しのぶ（いぬよせ しのぶ）
声 - 高木美佑
DJ担当でグループの参謀役。DJの実力が高く、「DJクノイチ」という二つ名を持つ。趣味のネトゲでも有名人。偏食家で味覚は子ども並み。小学生の時は「DJしのびん」と名乗っていた。
小学生の頃に、祖父の傳之丞が作曲している姿を見様見真似でやっているうちに、作曲ができるようになっていた。周りからはかなりの好評だったが、あまり納得できず本当に好評なのか確かめたいと思いネットにアップすると多くの数の高評価がつき、その中で熱心に自分の曲を追いかけ毎回コメントを付けてくれるアカウントKyo-coを見つける。やがてKyo-co自身も曲を作り聴いてみると悪くないと思うと同時に、自分の方が上だとも感じていた。そのKyo-coとは陽葉学園中等部で出会った響子だった。
その響子からユニットを組みたいと申し込まれるが、レベルが違うと思い断っていた。しかしその日から頼んでもいないのに響子が作曲した物を最低でも週に1曲、多いときには4曲送られてくるようになる。回を重ねるごとに良いものになっていき、クリスマスの1週間前に送られて来た曲では尖り過ぎていたが、その曲が盛り上がる流れが頭に浮かび響子のライブに赴く。しかし、そのライブでは音だけが走りすぎていて観客が置いてけぼりになっており、自分ならこの曲で最高に盛り上げられるのにともどかしさを感じていた。その後「お前の曲はピーキーすぎんだ」と憤りをぶつけるが、「これからは自分にかけさせろ」とユニット結成の承諾をした。
非常に冷めた目でハピアラを観察していたが、土蔵からハンカチを落としたところを真秀が拾ってくれて、お礼にお茶をと真秀を土蔵に招待する。お茶を出すと、りんくの引き抜きではと悩む真秀からの質問で「りんくがPeaky P-keyに加入するのか」と聞かれると「自分は聞いていないからわからないが、響子がそうしたいなら考えてもいい」と返事をした。真秀自身からも「りんくにとってそれがいいなら邪魔をしたくない」と言われるが、「その答えに満足していないのならPeaky P-keyを越えればいい」とアドバイスをしており、落ち込んでいた真秀のモチベーションを上げハピアラの創作活動を後押しした。
燐舞曲の渚とは従姉妹の関係である。風船ガムをよく膨らませている。
真冬生まれの割に強度の冷え症。11月にエアコン設定を32℃にし、雪の日はダウンジャケットに長靴にマフラー。冬の懇親旅行にスノーボード場・雪まつり開催地・雪山の修験場と寒い場所に行きたがる他の三人に震え上がり、りんくと共闘して温泉合宿に変えさせるほどの寒がり。寝る時も厚手の靴下を履く。
笹子・ジェニファー・由香（ささご・じぇにふぁー・ゆか）
声 - 小泉萌香
VJ担当でPeaky  P-keyのムードメイカー。愛称は「ジェニー」。趣味の写真撮影を通じて響子と出会い、ユニットに加入した。「最高の瞬間」を探し求めている。明朗快活で誰にでも優しく接する。実家はスポーツジムを経営しており、常連として来ているPhoton Maidenの衣舞紀やMerm4idのダリアとは仲が良い。筋トレが日課で腹筋が自慢。
清水 絵空（しみず えそら）
声 - 倉知玲鳳
自称ラブリー担当。洋裁・大道具担当でもあり、Peaky  P-keyのためにライブスペースまで作ってしまうほど行動的な性格をもっている。フォトンとリリリリの合同ライブでは私財を投じて会場にプラネタリウム装置を設営している。
根っからのエンターティナーで自分や皆を楽しませるために私財を惜しまない。策略家でもある。小学校は有栖川学院の初等部に在学していたため、Lyrical Lilyのメンバー全員とは面識がある。グラブ・パペット（腕人形）やぬいぐるみでカエルの「えそらん」というキャラクターを作り、ジェニファーと掛け合いのコンビでDJやVJの講座を動画配信したりしている。
おむすびばかり食べているしのぶに「栄養が偏らないように色んなものを食べた方がいい」と助言している。

### Photon Maiden（フォトン メイデン）
略称は「フォトン」。Lynx Eyesに所属していた姫神 紗乃がプロデュースした高校生DJユニット。メンバー4人中、咲姫のみが高校1年生→2年生で、ほかの3人は高校2年生→3年生である。全国からオーディションで選ばれた新星ユニットであり、未来感のあるビジュアルと咲姫の「共感覚」を元にフロアを盛り上げさせている。音楽のコンセプトに合わせて歌詞も英語詞が多いのも特徴。ユニット結成に合わせてメンバーは全員、陽葉学園に転校してきている。
出雲 咲姫（いずも さき）
声 - 紡木吏佐
DJ担当。音楽から色彩を見出す「共感覚」という特性を持ち、そのせいか浮世離れした雰囲気と話し方が特徴。偶然見かけたDJのライブを通じて、自らもDJを目指す。
幼少期に星を見に父親に連れて行ってもらい満天の星空を見て宇宙を夢見るようになる。北海道の中学の進路票では宇宙飛行士と書いていた。周りからは必ずなれると後押しされていたが、すぐにはなれないことに自分が変なのだと思い込むまま帰路に付くと偶然DJのライブに通りかかる。そこで曲が変わる度に会場全体の音、人の気持ちの色が変わり自分の中で宇宙にいる感覚を覚え、その時ライブを行っていたDJかなでにDJを教わるよう申し出る。場所代や指導料を合わせて10万円を払うよう言われたが、自分の宝物10万円分の物を用意しclub NeoにてかなでにDJの基礎を教わるようになる。
かなでいわく、DJをやり始めてから約1ヶ月でだれ始めることが多いのだが、咲姫はだれることなく、また休日の朝から立ちっぱなしで12時間ひたすらDJの練習をしていた。そのため、かなでに「なぜそこまで努力できるのか」と問われると「自分の見たい景色がすぐ近くにあり、努力すればその景色に届くかもしれないということに嬉しさを感じた」と伝えると、かなでからDJのライブに出るよう宣告され、わずか1ヶ月でDJ SAKIとして初のライブへ出場することになる。迎えた本番ではほかのDJに負けないように、良いエフェクトを掛けようと気持ちだけが走りミスを繰り返してしまう。しかし、かなでの方を見ると咲姫のぬいぐるみを使って「たのしめ」とジェスチャーを送られ、失敗を恐れずDJを楽しみながら曲を掛けていると自分のDJで音の色や人の気持ちの色がかわりほんの一瞬だが宇宙を感じていた。この現象はかなでも感じ取り、咲姫が共感覚という特殊な感覚を持っていることに気付く。そしてかなでからここでくすぶっている場合じゃないと言われ、Photon Maidenパフォーマー募集のチラシを渡され東京へ行くよう推奨されそのまま東京へ上京、Photon Maidenパフォーマーとなる。
陽葉学園サンセットステージの出場枠をかけHappy Aroundとの一騎打ちではほかのメンバーやマネージャーが自信を見出してる中、一人だけ不安な面持ちのままで、実際に迎えた出場枠をかけたライブでは敗退してしまう。学内放送の課題曲リミックス応募では、「DJドラゴン」と名乗る。
新島 衣舞紀（にいじま いぶき）
声 - 前島亜美 → 七木奏音
常に周囲への気遣いを忘れない頼れるリーダー。運動好きで、幼少期からスポーツに親しんできた。中学生になってからは、ダンスと歌の楽しさを見出し芸能学校へ通っている。予定がない時にはPeaky P-keyの由香の家族が経営しているジムに通っている。カラオケでは意外な選曲をする。万能選手だが方向音痴が玉に傷。
花巻 乙和（はなまき とわ）
声 - 岩田陽葵
アイドルマニアでパフォーマンス研究にも抜かりがない。地域イベントの写真に写った姿がSNSで人気になったことがある。
四人のうち唯一ショートヘア。天真爛漫な性格。ふわふわしたオムライスが好物。注射は大の苦手で学校の予防接種からも逃げる。
福島 ノア（ふくしま のあ）
声 - 佐藤日向
文学好きが高じて演劇にも興味を持ち、パフォーマンスの道へ。興味のあることには饒舌になり、特に「かわいいもの」に目がない。
髪を後ろで纏めて束ねている。物知りで博覧強記。眼鏡にスーツ姿で「かわいい」をテーマに新曲を自作したいと、白板と投影機で所属事務所スタッフに企画発表会をするなど、文理両分野にも長けた器用人。偉人の名言や格言が得意ですぐ口に出る。
ハピアラの大鳴門むにや、フォトンの出雲咲姫、リリリリの白鳥胡桃などにいつもひっついている。

### Merm4id（マーメイド）

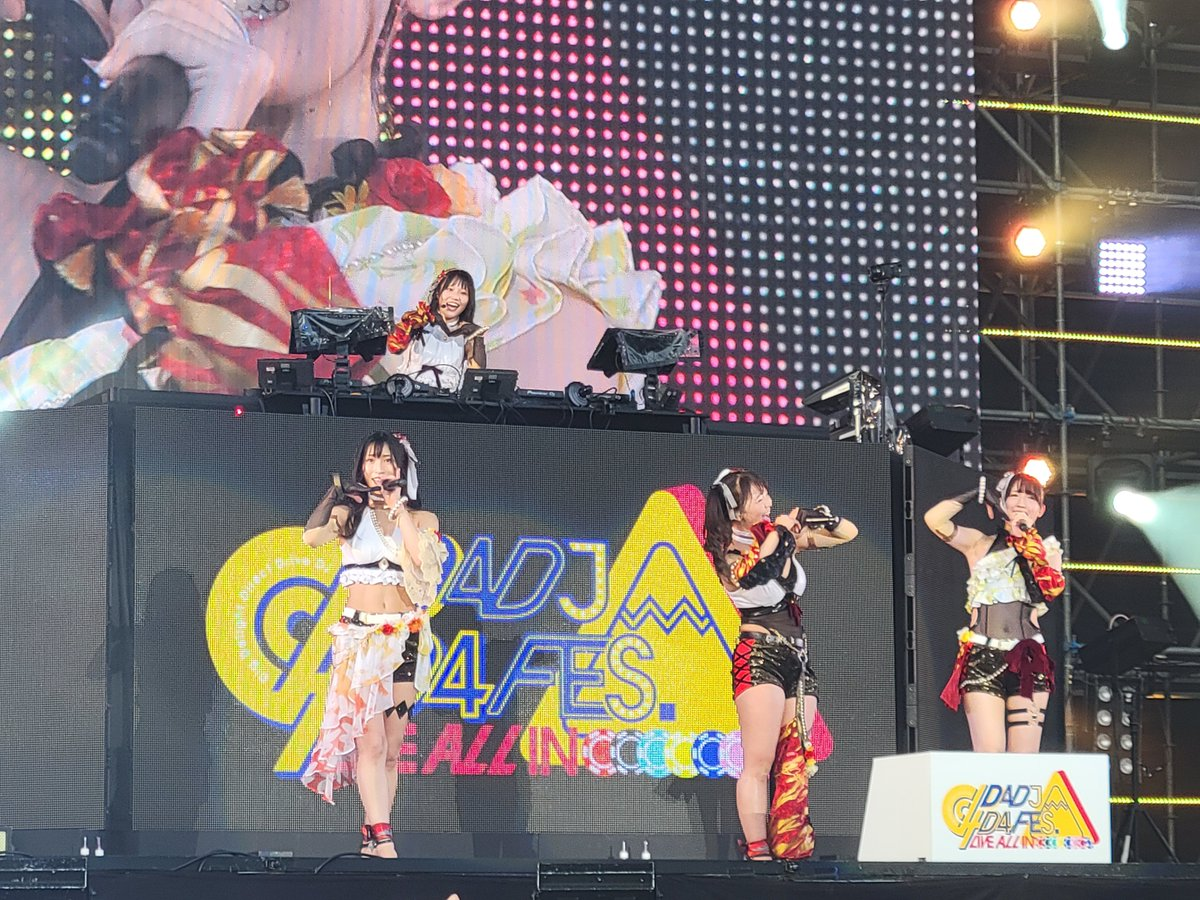
Merm4idのライブシーン。上段が葉月、下段は左から根岸、平嶋、岡田。

「南の島のリゾートDJユニットを目指す」という目標を掲げてリカたちが結成したDJユニット。メンバーは全員、大学2年生→3年生。ユニット名の由来は、目標でもある南の島を目指す「4人の人魚」からきている。彼女たちの開放的かつ大人びた印象とフロアを歌って踊れるフェスティバルへと早変わりするようなライブパフォーマンスが特徴。なお、メンバー4人の苗字は港の名前から付けられている。
瀬戸 リカ（せと りか）
声 - 平嶋夏海（幼少期：伊藤彩沙）
「人生は楽しむためにある!」がモットーで、ポジティブに人生を送っている。運と愛嬌ですべてを乗り越える天賦の才人。
南の島の暮らしに憧れていた所に常夏島のリゾートホテルで専属DJ募集というチラシを見つけ茉莉花と共にノリと勢いでDJ活動することを決起。楽器店でDJの演奏をしているさおりに惚れ込み、無理矢理ゼミのパーティに誘う。茉莉花とさおりで即興DJライブをしていたところに初対面のダリアもダンスで参戦。その後、さおりをDJユニットに勧誘。そしてDJの一貫を学ぶためクラブに行ったところ用心棒を務めていたダリアと再会。ダリアをユニットに勧誘し、本格的にユニットとして活動を開始する。
燐舞曲の椿とは小学生時代からの幼馴染。モーターバイクを駆って遠出もする。
水島 茉莉花（みずしま まりか）
声 - 岡田夢以
おっとりした性格の癒し系キャラ。モデルとしても活動しており、大学入学時から一目置かれている。気にせず声をかけてきたリカと親友になる。
仕事の知り合いに頼み込んだところファーストライブでいきなり人気のあるクラブFROLICを押さえる、合宿所でリゾート別荘を借りるなど芸能界ルートの顔がかなり広い。ライブ衣装のさおりをくすぐって笑わせることが多い。
日高 さおり（ひだか さおり）
声 - 葉月ひまり→桜田彩羽
高校時代からDJをしており実力もあるが、ネガティブ思考から活動を控えていた。リカに強引に誘われてのユニット参加だが、自分の成長と夢のために一念発起。参加した当初はリカのノリと勢いに振り回されることが多かったが、徐々にその姿勢に慣れていく。
セカンドライブで人気クラブFROLICのレギュラーになれる可能性が示唆されるとネガティブ思考が災いし塞ぎ込んでしまう。リカたちに無理矢理合宿に連れて行かれ、怖さのあまり怒りを露わにするがすぐに和解。未完成の新曲を披露し仕上げはメンバーと共に作曲。完成した時は練習に集中できるとリカが失笑するほどの積極的な姿勢を見せるようになった。
燐舞曲の渚とは高校時代のクラスメイト。桜田家にアルバイトで家庭教師兼メイドとして働いている。休憩時間になるとLyrical Lilyの美夢とお茶を飲んで交流を深めている。ローラとの共同作曲をするため英語を特訓するなど努力家。愛称は「さおりん」。
松山 ダリア（まつやま だりあ）
声 - 根岸愛
ジャンルにとらわれないダンサーを志す。クラブで知り合ったリカのお気楽さが自分にないものと感じて、ユニットに加入する。武道の有段者で、用心棒役も務める。ゼミのパーティでリカと茉莉花とさおりが即興のDJライブをしている所に初対面ながらダンスで参戦。後日クラブの用心棒を務めている所にリカたちと再会。リカに誘われMerm4idに加わる。始めはリカのノリと勢いに少し驚くことが多かったが、すぐに付いていけるようになる。
週末にはPeaky P-keyの由香の家族が経営しているジムに通っている。日焼けした健康的な肌が魅力的なスポーツウーマン。

### 燐舞曲（ロンド）
クラブハウス「ALTER-EGO」のレジデントDJとして活動しているユニット。メンバーは全員、大学2年生→3年生。独創的な世界観と耽美な演出で観客を魅了している。登場ユニットの中で唯一、本格的なロックサウンドを取り入れているのが特徴で、主にオルタナやラウド系などを中心に披露している。
青柳 椿（あおやぎ つばき）
声 - 加藤里保菜（幼少期：佐々木未来）
ヴォーカル担当。葵依との出会い通じてユニットに加入するや否や話題を集めている。強気な態度をとるが、孤独に弱い一面を持っている。ユニット結成前のゲストボーカルにプレッシャーを掛けられそのまま押し潰されて歌えなくなる。ユニットを抜けようとするが自分を繋ぎ止めてくれた燐舞曲こそ自分の居場所だと認識し最後まで歌い上げる覚悟を決め復帰する。
Merm4idのリカとは小学生時代からの幼馴染。
月見山 渚（つきみやま なぎさ）
声 - 大塚紗英→海弓シュリ
ギタリストで、下町のロック好きな家庭で育った。練習場所を探していたところ、葵依が専属DJであるクラブを見つけ、緋彩の家にもたびたび上がり込むようになる。人見知りな一面もあるが、仲間意識が強く筋の通らないことには毅然と立ち向かう。しのぶの従姉であるほか、Merm4idのさおりとは高校時代のクラスメイト。
矢野 緋彩（やの ひいろ）
声 - もものはるな
VJ担当。ユニットの世界観づくりにも一役買っている。心理学を専攻しており、メンバーの相談事にも丁寧に耳を傾けてくれる一方、わがままが過ぎるとたしなめることもある。
三宅 葵依（みやけ あおい）
声 - つんこ
DJ担当で、クラブ「ALTER-EGO」でも専属DJを務める。中性的なルックスからファンも多い。椿の歌声に惚れ込み、ユニット結成に至る。ポーカーフェイスだが、メンバーには心を許している。
陽葉学園のOGで、当時は髪をのばしていた。

### Lyrical Lily（リリカル リリィ）
略称は「リリリリ」。お嬢様学校で知られる有栖川学院の高等部に通う美夢たちが結成したDJユニット。メンバーは全員、高校1年生→2年生。美夢たちが校内でアナログのDJ機材を見つけたのを機に活動を開始した。厳格な校則を持つ学院からも部活動として活動が認められ、イノセントな少女たちによるエレガントかつ不思議なライブパフォーマンスが期待される。楽曲は有名な文学作品を元に作られているものが多い。
桜田 美夢（さくらだ みゆう）
声 - 反田葉月
優しく、品行方正で思いやりの心を持つ。偶然アナログ機材を見かけたことを機にDJとしての活動を始めた。歌謡曲や懐メロにも詳しい。
最初は少人数で楽しむための「DJの集い」を行っていたが日を追うごとに大人数になっていった。いつか大勢の人に迷惑を掛けてしまうと思い悩むが、たまたま通りかかった老修道女にそこで辞めるか問われるとやめたくないことを決意。シスターに「集い」が見つかりすべて責任を背負おうとした胡桃とみいこを庇い「みんなで音楽を楽しむことは絶対に悪いことじゃない」と反抗の姿勢を見せた。理事長先生の意思次第で処罰の決定が下されるが、その先生は以前自分を諭してくれた老修道女だった。結果「集い」の処罰は不問、そしてLyrical Lilyを学院公認として認められ、校外でもDJ活動が出来るようになった。
かなりの幸運の持ち主であり、春奈とのババ抜き勝負では99勝1敗と圧勝している（もっとも春奈自身顔に出やすいのもあるが）。
アルバイトで家庭教師兼メイドとして働いてくれているMerm4idのさおりと仲が良い。燐舞曲の椿とは聖歌隊の頃から知り合った仲で、今でも椿を憧れの存在として尊敬している。髪を左でお団子にしたハーフアップ。冬にはマフラーをして登校。
春日 春奈（かすが はるな）
声 - 進藤あまね
DJ担当で、風紀委員を担当している。生真面目な性格で、いつも厄介事に巻き込まれてしまうお人好し。シスターに「集い」の件を問われたときは全て責任を負おうとしていた胡桃とみいこにお友達だからと逆に庇いシスターに凄んでみせるほど友達思いである。
実はオーディオマニア。胡桃とみいこからは、｢いいんちょ｣と呼ばれることもあり、その度に風紀委員であると訂正している。
Happy Aroundの麗とは以前から交友がある。お嬢様らしい豊かなロングヘアーで、芸術の秋に映えるシックな装いが似合う。
白鳥 胡桃（しらとり くるみ）
声 - 深川瑠華
厳格な校風に嫌気がさすあまり、へびが飛び出すびっくり箱を持ち込むなど様々ないたずらを繰り返している。美夢にはトラブルの後始末をしてもらっている関係で逆らえず、燐舞曲の緋彩に対しても逆ドッキリを仕掛けられた一件で頭が上がらないが、いたずらはやめられない。
学院に「集い」が見つかった際、いたずらっ子なのを理由にすべての責任をみいこと共に背負おうとしていた。学院公認として認められてからはVJを担当している。背中まである長髪をサイドテールにして頭頂部に大きなリボンをつける。夏には落ち着いた浴衣姿も見せる。
竹下 みいこ（たけした みいこ）
声 - 渡瀬結月
周囲からはつかみどころがないと思われているが、実際は本当に何も考えておらず、単に楽しいことが好きなだけである。お化け屋敷やホラー映画も笑って楽しむタイプ。
学院に「集い」が見つかった際、胡桃のいたずらに便乗しているのを理由に胡桃と全ての責任を背負おうとしていた。小さい頃から乗馬経験があり、気性の荒い馬をすぐに手懐けてみせた。
語尾に「～の」「～なの」が付く。髪の両サイドでリボン紐を蝶結びにしている。雨の日はレインコートに長靴。

### Call of Artemis（コール オブ アルテミス）
陽葉学園在学時の嘉瀬茉奈を中心に結成されたユニット。
後にLynx EyesとScarlet Canaryに分裂した。以下、Lynx EyesとScarlet Canaryに分けて記述する。

#### Lynx Eyes（リンクス アイズ）
姫神 紗乃（ひめがみ しゃの）
声 - Raychell
「Lynx Eyes」の元メンバー（ヴォーカル担当）。現在はPhoton Maidenのプロデューサーを担当している。
高尾 灯佳（たかお とうか）
声 - 梅村妃奈子
「Lynx Eyes」の元メンバー（DJ、Rap担当）。

#### Scarlet Canary（スカーレット カナリー）
天野 愛莉（あまの あいり）
声 - 水樹奈々
「Scarlet Canary」の元メンバー（ヴォーカル担当）。現在は喫茶店「バイナル」で勤務している。
嘉瀬 茉奈（かせ まな）
声 - 小宮有紗
「Scarlet Canary」の元メンバー（DJ、Rap担当）。海外でDJをしていたが、D4FESが再開すると聞きつけて帰国した。

### UniChØrd（ユニコード）
すでにソロDJとして活躍していた海原ミチルを中心に結成されたユニット。当初は名前が決まっておらず、「ミチルユニット（仮）」だった。
海原 ミチル（かいばら みちる）
声 - 小岩井ことり
陽葉学園中学3年生→高校1年生。海原ハルキの姪。ポップカルチャー全体に詳しく、自作ボーカルソフトによるリミックスを得意とする。口癖は「皆の衆」。
『D4DJ Groovy Mix』では2021年3月1日よりプレイアブルキャラクターとして実装された。
一星 ルミナ（いちほし るみな）
声 - 高橋花林
ネットを中心に活躍するバーチャルシンガー。
四ノ宮 心愛（しのみや ここあ）
声 - 由良朱合
有栖川学院在学中。中学時代に音楽ユニットを結成したはやてと恋愛関係にある。
天堂 はやて（てんどう　はやて）
声 - 天麻ゆうき
有栖川学院在学中。上述のとおり、中学時代に音楽ユニットを結成した心愛と恋愛関係にある。

### Abyssmare（アビスメア）
D4DJ初となる海外発のユニット。『D4DJ Groovy Mix』では2023年4月25日にプレイアブルキャラクターとして実装された。
ネオ (Neo)
声 - May'n
センターボーカル担当。
ソフィア (Sophia)
声 - 相坂優歌
DJ担当。
エルシィ (Elsie)
声 - 鷲見友美ジェナ
ダンス・サブボーカル担当。
ヴェロニカ (Weronika)
声 - 山田美鈴
ダンス・サブボーカル担当。

### EGOEGG（エゴエッグ）
2023年4月より企画された「グルミク研究生」によるユニット。
神田はれ
声 - よしださくら→未定
ギター担当。
谷町慈雨
声 - 青井美音
シンセベース担当。
汐留ライカ
声 - 宇田川ももか
DJ・ボーカル担当。
一ノ橋美雲
声 - 小柴美羽→未定
リードボーカル担当。

### A Bad Cynic Doggo（アバッドシニックドッゴ）
『D4DJ Groovy Mix』のアナザーストーリー『A Bad Cynic Doggo』に登場するユニット。
2024年6月12日にプレイアブルキャラクターとして実装された。
浅井詠実
声 - 伊駒ゆりえ
別所美鈴
声 - 会沢紗弥
島津詩歌
声 - 田村好
伊達ちゃん
声 - 関根明良

### 有栖川学院生徒会
Lyrical Lilyらが通う有栖川学院の生徒会。舞台 D4DJ「有栖川学院文化祭 LIVE STAGE」で初登場。
2024年10月25日よりNPCキャラクターに追加。
園能寺咲耶（えんのうじ さくや）
声 - 石飛恵里花
学院の2年生。生徒会長。
久遠 愛弓（くおん あゆみ）
声 - 赤尾ひかる
学院の2年生。副会長。
中森 瞳（なかもり ひとみ）
声 - 千春
学院の1年生。書記。
原口 莉亞瑠（はらぐち りある）
声 - 西本りみ
学院の1年生。庶務。

### その他
小舟 柳人（こふね りゅうじん）
声 - 古谷徹
DJユニット「L.M.O（エルエムオー）」の元メンバー。現在は愛莉が勤務している喫茶店「バイナル」のマスターをしている。
犬寄 傳之丞（いぬよせ でんのじょう）
声 - 竹中直人
DJユニット「L.M.O」の元メンバーで、犬寄しのぶの祖父。凄腕のDJ。
三橋 空（みつはし くう）
声 - DAIGO
DJユニット「L.M.O」の元メンバー「三橋 翔（みつはし しょう）」の息子。8年ぶりにD4FESを復活させた。
海原 ハルキ（かいばら はるき）
声 - 吉田尚記
DJユニット「L.M.O」の元メンバー。海原ミチルの叔父であり、ミチルからは人間的に舐められている。
ミサミサ
声 - 斉藤朱夏
陽葉学園高等部2年生。学内で放送されるお昼の放送コーナー「ランチタイムグルーヴ」の担当DJ。その他学内のDJイベントの総合MCも務めている。
ミサミサが病欠の日は真秀がピンチヒッターを務めることがある。その時の放送をりんくが聴き、DJ活動に興味をもつきっかけとなる。
ずっと声のみの出演だったが、VS（八位決定戦）の司会で姿を現わした。赤茶の髪でぱっつん前髪に切り揃えている。目のくりっとした元気な女子。
アニメ2期「All Mix」では、近い役割を海原ミチルが担っていたため、未登場。
真咲（まさき）
声 - 桑島法子
「ALTER-EGO」のゼネラルマネージャー。黒い眼帯をしている。
ローラ・ブラッドリー（Laura Bradley）
声 - 内田秀
人気のあるアメリカの半プロ作曲家。ソーシャルメディアで多数のフォロワーを持つ。Merm4idとの新曲でのコラボレーションに参加する。さおりとの通信チャットでは度々「リラックス」と語り、平易な英単語を選んで話す気遣いを見せる。
にょちお2号
声 - 亀山雄慈
むにが自作した音楽プレーヤー「にょちお」によく似た外観の太っちょ三毛猫。　　　　　　　

## スタッフ
- 原作 - ブシロード[47]
- 製作総指揮 - 木谷高明[47]
- ストーリー原案 - 中村航[47]
- キャラクターデザイン - やちぇ[47]
- 統括プロデューサー - 中山雅弘[47]
- 音楽プロデューサー - 斎藤滋[47]

### 音楽プロデューサー
全体の音楽プロデューサーとは別に、各ユニットには音楽プロデューサーが存在する。
- Happy Around!：斎藤滋
- Peaky P-key：上松範康（Elements Garden）
- Photon Maiden：水島精二
- Merm4id：都田和志
- 燐舞曲：中山雅弘 WITH eMPIRE SOUND SYSTeMS
- Lyrical Lily：中村航
- UniChØrd：小岩井ことり
- Abyssmare：May'n

## TV

### D4DJ
- JAPAN COUNTDOWN（2020年2月2日、テレビ東京） - 紡木、高木、西尾
- 『D4DJ presents CDTV特別編 みんなが歌える!神プレイリスト音楽祭』[50]（2020年10月28日、TBS） - Happy Around!、Peaky P-key、Photon Maiden、Merm4id、燐舞曲、Lyrical Lily
  - 放送されたカバー楽曲7種が各歌唱終了直後に期間限定実装された[51]。
- D4DJ TV お正月12時間スペシャル2021（2021年1月1 - 2日、TOKYO MX） - Happy Around!、Peaky P-key、Photon Maiden、Merm4id、燐舞曲、Lyrical Lily（愛美、紡木、佐藤、平嶋、葉月はトークパートには出演せず）
- #D4DJ_LIVE_TIME（2021年10月1日 - 12月24日、TOKYO MX・BS日テレ）
- D4DJTV side：nova（2023年4月21日 - 6月30日、TOKYO MX・BS日テレ）- UniChØrd、Abyssmare

### Happy Around!
- アニソン!プレミアム!（2020年11月1日、NHK BSプレミアム）
- D4DJ HappyAround!の課外活動報告（2022年10月7日 - 2022年12月30日、TOKYO MX・BS日テレ）

### Photon Maiden
- D4DJ TV（2020年4月3日 - 9月25日、TOKYO MX・BS日テレ）
- D4DJ First Mix TV（2020年10月2日 - 23日、テレビアニメ放送31局）
- D4DJ Photon Maiden TV（2021年2月5日 - 3月26日、2021年7月2日 - 9月24日、TOKYO MX・BS日テレ）[注釈 12]

### Merm4id
- D4DJ マ・マ・マ・Merm4id！（2022年4月8日 - 6月24日、TOKYO MX・BS日テレ）

### 燐舞曲
- スペシャプラスまつり -鏡花水月-（2020年1月26日、スペースシャワーTVプラス）
- 燐舞曲（D4DJ）はじめます。（2020年2月23日、スペースシャワーTVプラス）

### Lyrical Lily
- D4DJ＆カードファイト!! ヴァンガード presents 『23時にLyrical Lilyハウスでよろしくて？』（2022年7月1日 - 9月30日、TOKYO MX・BS日テレ）

## ラジオ

### D4DJ
- D4DJ フローラルトゥナイト（2021年4月5日 -　2024年3月25日 、FMヨコハマ・HiBiKi Radio Station）

Merm4id、燐舞曲、Lyrical Lilyのメンバーのうち2名が持ち回りでパーソナリティを務めた。
- D4DJぐるぐるRADIO TIME-陽葉学園放送室-（2021年4月7日 - 12月29日、TOKYO FM・HiBiKi Radio Station）

メインパーソナリティは各務華梨。Happy Around!、Peaky P-key、Photon Maidenのメンバーのうち1名がゲスト・マンスリーパーソナリティとして出演。
- D4DJ presents アニソン・ブレイク!!!!（2022年1月5日 - 2023年6月28日、TOKYO FM）

パーソナリティは各務華梨。
- D4DJ Music Box（2022年4月6日 - 2023年7月26日、K-MIX）

D4DJのユニットがそれぞれの個性にあったオリジナル曲や名曲のリミックスカバーをはじめ多様な音楽を6曲ノンストップで放送。

### Happy Around!
- D4DJ presents Happy Around!のぐるぐるRADIO TIME!![52]（2020年10月4日 - 2021年3月31日、TOKYO FM）

メインパーソナリティは各務華梨。残り3人が毎月1人ずつゲスト・マンスリーパーソナリティを担当した。

### Peaky P-key
- D4DJ presents Peaky P-keyの最頂点Mix[52]（2020年10月1日 - 2021年3月25日、TBSラジオ）

メインパーソナリティは高木美佑。
2020年12月までの3ケ月は、高木は毎週出演し、残り3人が毎月1人ずつマンスリーパーソナリティを担当した。
2021年1月以降は、高木が隔週出演に変更。従来のマンスリーパーソナリティに加え、さらに1名がサブ・マンスリーパーソナリティとして、高木が休みとなる回を担当した。
- D4DJ ピキピキRADIO[53]（2020年2月3日 - 2020年9月28日、HiBiKi Radio Station）

パーソナリティは高木美佑、小泉萌香
- Peaky P-keyのだいたい10分ラジオ[54]（2024年4月26日 - 、YouTube）

パーソナリティはPeaky P-key全員

### Photon Maiden
- D4DJ presents Photon MaidenのUniverse[52]（2020年10月3日 - 12月26日、bayfm）

パーソナリティは紡木吏佐。その他のメンバーは月替わりで出演した。

### Merm4id
- D4DJ presents Merm4idのRADIO BIG W4VE!!!![52]（2020年10月3日 - 12月26日、NACK5）

パーソナリティは平嶋夏海。その他のメンバーはマンスリーゲストとして月替わりで出演した。

### 燐舞曲
- D4DJ presents 燐舞曲の「今宵、海を見つめて」[52]（2020年10月3日 - 2021年3月29日、FMヨコハマ）

パーソナリティは加藤里保菜。その他のメンバーは月替わりで出演した。

### Lyrical Lily
- D4DJ presents Lyrical Lilyのリリリのリ♪[52]（2020年10月5日 - 12月28日、ニッポン放送）

前週まで同時間帯で放送されていた『BanG Dream!』のラジオ番組枠からの流れで、吉田尚記もアシスタントとして出演した。

## ライブ

### D4DJ
| # | 出演日            | タイトル                                             | 会場                                   | 出演者                                                                                         | 備考 |
| - | ----------------- | ---------------------------------------------------- | -------------------------------------- | ---------------------------------------------------------------------------------------------- | --- |
| 1 | 2019年7月20・21日 | D4DJ 1st LIVE                                        | 幕張メッセ 国際展示場ホール1           | Happy Around! Peaky P-key Photon Maiden Merm4id 燐舞曲                                         | 2回公演 Day 1はArgonavis、Day 2はRAISE A SUILENと合同開催。 Day 1は志崎樺音、小泉萌香、佐藤日向、Day 2は志崎樺音、倉知玲鳳、前島亜美、紡木吏佐は出演せず。 各ユニットのキャラクターデザイン、及び各登場人物の声優が発表された。 |
| 2 | 2019年10月14日    | D4DJ 2nd LIVE -Day Party- / -Nonstop Night-          | 品川プリンスホテル ステラボール        | Happy Around! Peaky P-key Photon Maiden Merm4id 燐舞曲                                         | 2回公演 小泉萌香、前島亜美は出演せず。 新ユニット・Lyrical Lilyのキャラクターデザインが公表された。 進藤あまねが春日春奈役を務める事、その他のキャストは一般公募で選ばれる事が発表された。 Lyrical Lily以外の各ユニットのプロデューサーが発表された。 2020年1月29日に、デビューシングルDig Delight!が発売される事が発表された。                                           |
| 3 | 2020年1月31日     | D4DJ D4 FES. -Departure-                             | TOKYO DOME CITY HALL                   | Happy Around! Peaky P-key Photon Maiden Merm4id 燐舞曲                                         | 1回公演 アプリゲーム「DJ Groovy Mix」が配信される事が発表された。 水島精二がアニメ版の監督を務めることが発表された。 2020年4月22日に1stアルバム、2020年6月24日に2ndアルバムが発売される事が発表された。 |
| 4 | 2020年10月11日    | グルミク Presents D4DJ D4 FES. 〜LOVE!HUG!GROOVY!!〜 | 東京ガーデンシアター                   | Happy Around! Peaky P-key Photon Maiden Merm4id 燐舞曲 Lyrical Lily                            | 1回公演 2020年4月26日 - 27日に舞浜アンフィシアターにて開催が予定されていたものの、延期となったD4DJ 4th LIVEの振替公演。 各ユニットの1stシングルに収録される楽曲が発表された。 |
| 5 | 2021年5月29日     | D4DJ D4 FES. -Be Happy- REMIX                        | 富士急ハイランド・コニファーフォレスト | Happy Around! Peaky P-key Photon Maiden Merm4id 燐舞曲 Lyrical Lily                            | 1回公演 2020年7月25日 - 26日にパシフィコ横浜 国立大ホールにて開催が予定されていたものの、新型コロナウイルス感染症拡大の状況等を鑑み、延期となったD4DJ D4 FES. -Be Happy-の振替公演。 ゲストとして小岩井ことり、小宮有紗、Raychell、梅村妃奈子が出演した。 1回目の休憩時間には犬寄しのぶと出雲咲姫、2回目の休憩時間には愛本りんくと明石真秀のDJ TIMEがそれぞれ放映された。 |
| 6 | 2021年12月16日    | D4DJ D4 FES. -Party Time-                            | 日本青年館ホール                       | Lyrical Lily                                                                                   | DJゲスト：つんこ |
| 6 | 2021年12月17日    | D4DJ D4 FES. -Party Time-                            | 日本青年館ホール                       | 燐舞曲                                                                                         | DJゲスト：進藤あまね |
| 6 | 2021年12月18日    | D4DJ D4 FES. -Party Time-                            | 日本青年館ホール                       | Photon Maiden                                                                                  | 特別出演：新島衣舞紀（前島亜美本人は出演せず） DJゲスト：葉月ひまり |
| 6 | 2021年12月18日    | D4DJ D4 FES. -Party Time-                            | 日本青年館ホール                       | Merm4id                                                                                        | DJゲスト：紡木吏佐 |
| 6 | 2021年12月19日    | D4DJ D4 FES. -Party Time-                            | 日本青年館ホール                       | Happy Around!                                                                                  | DJゲスト：高木美佑 |
| 6 | 2021年12月19日    | D4DJ D4 FES. -Party Time-                            | 日本青年館ホール                       | Peaky P-key                                                                                    | DJゲスト：各務華梨 サプライズゲストとしてRaychell、西尾夕香が出演した。 |
| 7 | 2022年5月28・29日 | D4DJ D4 FES. -ALL IN-                                | 富士急ハイランド・コニファーフォレスト | Happy Around! Peaky P-key Photon Maiden Merm4id 燐舞曲 Lyrical Lily Call of Artemis 海原ミチル | 当初出演予定であった志崎樺音は体調不良のため出演せず。 |
| 8 | 2024年5月25日     | D4DJ D4 FES. XROSS∞BEAT                              | パシフィコ横浜 国立大ホール            | Photon Maiden 燐舞曲 Lyrical Lily Abyssmare                                                    | ゲスト:Peaky P-key、UniChØrd |
| 8 | 2024年5月26日     | D4DJ D4 FES. XROSS∞BEAT                              | パシフィコ横浜 国立大ホール            | Happy Around! Peaky P-key Merm4id UniChØrd                                                     | ゲスト:燐舞曲、Lyrical Lily |

### Happy Around!
| #    | 出演日           | タイトル                                                  | 会場               | 備考 |
| ---- | ---------------- | --------------------------------------------------------- | ------------------ | --- |
| 1st  | 2020年12月13日   | Happy Around! 1st LIVE みんなにハピあれ♪                  | Zepp Haneda        | 2回公演 2020年3月27日に下北沢GARDENで開催が予定されていたものの、新型コロナウイルス感染症拡大の状況等を鑑み、延期となったライブの振替公演。 1回目の公演には高木美佑、2回目の公演には紡木吏佐がシークレットゲストDJとして登場した。 |
| 2nd  | 2021年3月14日    | Happy Around! 2nd LIVE みんなにハピやね♪                  | Zepp Osaka Bayside | 2回公演 1回目の公演には葉月ひまり、2回目の公演には小岩井ことりがシークレットゲストDJとして登場した。 |
| 3rd  | 2022年2月10日    | Happy Around! 3rd LIVE「おみゃーにハピあれ！」            | Zepp Nagoya        | 2回公演 ゲスト：高木美佑、岡田夢以、つんこ、反田葉月、進藤あまね 志崎樺音は声帯浮腫治療中のため出演せず。ゲスト出演予定であった小岩井ことりは新型コロナウイルス感染のため出演せず。                                                |
| 4th  | 2023年3月5日     | Happy Around! 4th LIVE「Happy Presentation!」             | Zepp Haneda        | 2回公演 |
| 合同 | 2023年10月9日    | Happy Around!×Lyrical Lily 合同LIVE「TWO RHYTHM☆TOURISM」 | Zepp Shinjuku      | 2回公演 |
| 4th  | 2025年3月1日予定 | Happy Around! 5th LIVE Happy×2 Around!                    | SUPERNOVA KAWASAKI | 2回公演 |

### Peaky P-key
| #               | 出演日        | タイトル                                          | 会場                                              | 備考                                     |
| --------------- | ------------- | ------------------------------------------------- | ------------------------------------------------- | ---------------------------------------- |
| 合同            | 2022年1月7日  | Peaky P-key×Lynx Eyes LIVE TOUR Higher and Higher | Zepp Haneda                                       | 2回公演                                  |
| 合同            | 2022年1月14日 | Peaky P-key×Lynx Eyes LIVE TOUR Higher and Higher | Zepp Osaka Bayside                                | 2回公演                                  |
| 1st             | 2023年3月25日 | Peaky P-key 1st LIVE All Time High                | Zepp Haneda                                       | 2回公演                                  |
| 1st（追加公演） | 2023年9月23日 | Peaky P-key All Time High ~Connect~               | ところざわサクラタウン ジャパンパビリオン ホールA | 2回公演 ゲストとして西尾夕香が出演した。 |
| ツアー          | 2024年2月10日 | Peaky P-key LIVE FORCE                            | Zepp Osaka Bayside                                | 2回公演                                  |
| ツアー          | 2024年8月10日 | Peaky P-key LIVE FORCE                            | Lives NAGOYA                                      | 2回公演                                  |
| ツアー          | 2024年12月1日 | Peaky P-key LIVE FORCE                            | ところざわサクラタウン ジャパンパビリオン ホールA | 2回公演                                  |

### Photon Maiden
| #   | 出演日         | タイトル                             | 会場             | 備考    |
| --- | -------------- | ------------------------------------ | ---------------- | ------- |
| 1st | 2021年10月22日 | Photon Maiden 1st LIVE First Contact | KT Zepp Yokohama | 2回公演 |
| 2nd | 2023年12月30日 | Photon Maiden 2nd LIVE Ship's Log    | Zepp Haneda      | 2回公演 |

### Merm4id
| #    | 出演日            | タイトル                                                    | 会場                                              | 備考 |
| ---- | ----------------- | ----------------------------------------------------------- | ------------------------------------------------- | --- |
| 1st  | 2021年4月2日      | Merm4id 1st LIVE Luv♡4U supported by シンガポール政府観光局 | Zepp Haneda                                       | 2回公演 |
| 合同 | 2021年4月24日     | Lyrical Lily×Merm4id 合同LIVE NYAN-NYAN SHAKE!              | Zepp Haneda                                       | 2回公演 |
| 2nd  | 2021年8月15日     | Merm4id 2nd LIVE Summer Killer                              | Zepp Haneda                                       | 2回公演 |
| 3rd  | 2022年3月13日     | Merm4id 3rd LIVE S.T.O.P.ING                                | 豊洲PIT                                           | 2回公演 |
| 4th  | 2022年8月13日     | Merm4id 4th LIVE Summer Killer Ⅱ                            | 豊洲PIT                                           | 2回公演 |
| 合同 | 2022年10月30日    | Merm4id×燐舞曲 合同LIVE FAKE OFF                            | Zepp Haneda                                       | 2回公演 |
| 5th  | 2023年7月29日     | Merm4id 5th LIVE Summer Killer MAX!!!!                      | 豊洲PIT                                           | 2回公演 |
| 合同 | 2023年12月17日    | Merm4id×燐舞曲 2nd 合同LIVE VERSUS                          | ステラボール                                      | 2回公演 |
| 6th  | 2024年7月28日     | Merm4id 6th LIVE Summer Killer WIN!!!!                      | GARDEN 新木場FACTORY                              | 2回公演 |
| 7th  | 2025年1月11日     | Merm4id 7th LIVE HE4VENLY MIX                               | ところざわサクラタウン ジャパンパビリオン ホールA | 2回公演 ゲスト： [昼公演] 反田葉月、加藤里保菜 [夜公演] 紡木吏佐、Raychell オープニングアクト： 宇田川ももか、青井美音（EGOEGG） |
| 8th  | 2025年7月21日予定 | Merm4id 8th LIVE Summer Killer                              | KT Zepp Yokohama                                  | |

### 燐舞曲
| #    | 出演日         | タイトル                                                      | 会場                                              | 備考                                                                         |
| ---- | -------------- | ------------------------------------------------------------- | ------------------------------------------------- | ---------------------------------------------------------------------------- |
| 1st  | 2021年3月20日  | 燐舞曲(RONDO) 1st LIVE [Re] incarnation ─甦生─ at Zepp Haneda | Zepp Haneda                                       | 1回公演                                                                      |
| 2nd  | 2021年10月29日 | 燐舞曲 2nd LIVE -邂逅-/-観想-                                 | KT Zepp Yokohama                                  | 2回公演                                                                      |
| 合同 | 2022年10月30日 | Merm4id×燐舞曲 合同LIVE FAKE OFF                              | Zepp Haneda                                       | 2回公演 当初出演予定であったもものはるなは、病気療養のため出演を取りやめた。 |
| 3rd  | 2023年2月12日  | 燐舞曲 3rd LIVE -Maria-                                       | KT Zepp Yokohama                                  | 2回公演 当初出演予定であったもものはるなは、病気療養のため出演を取りやめた。 |
| 4th  | 2023年8月13日  | 燐舞曲 4th LIVE 雨音の鮮花                                    | ところざわサクラタウン ジャパンパビリオン ホールA | 2回公演                                                                      |
| 合同 | 2023年12月17日 | Merm4id×燐舞曲 2nd 合同LIVE VERSUS                            | ステラボール                                      | 2回公演                                                                      |

### Lyrical Lily
| #    | 出演日         | タイトル                                                  | 会場             | 備考                                                   |
| ---- | -------------- | --------------------------------------------------------- | ---------------- | ------------------------------------------------------ |
| 合同 | 2021年4月24日  | Lyrical Lily×Merm4id 合同LIVE NYAN-NYAN SHAKE!            | Zepp Haneda      | 2回公演                                                |
| 1st  | 2021年9月18日  | Lyrical Lily 1st LIVE 「準備はよろしくて？」              | Zepp Haneda      | 2回公演                                                |
| 2nd  | 2022年2月11日  | Lyrical Lily 2nd LIVE「えびふりゃあとは食べ物ですか？」   | Zepp Nagoya      | 2回公演 シークレットゲストDJとして西尾夕香が出演した。 |
| 3rd  | 2023年1月22日  | Lyrical Lily 3rd LIVE 猫の手招き                          | KT Zepp Yokohama | 2回公演                                                |
| 合同 | 2023年10月9日  | Happy Around!×Lyrical Lily 合同LIVE「TWO RHYTHM☆TOURISM」 | Zepp Shinjuku    | 2回公演                                                |
| 4th  | 2024年11月17日 | Lyrical Lily 4th LIVE - 宝物の1日 -                       | ステラボール     | 2回公演                                                |

### Lynx Eyes
| #    | 出演日        | タイトル                                          | 会場               | 備考    |
| ---- | ------------- | ------------------------------------------------- | ------------------ | ------- |
| 合同 | 2022年1月7日  | Peaky P-key×Lynx Eyes LIVE TOUR Higher and Higher | Zepp Haneda        | 2回公演 |
| 合同 | 2022年1月14日 | Peaky P-key×Lynx Eyes LIVE TOUR Higher and Higher | Zepp Osaka Bayside | 2回公演 |

### UniChØrd
| #    | 出演日        | タイトル                                     | 会場                                              | 備考    |
| ---- | ------------- | -------------------------------------------- | ------------------------------------------------- | ------- |
| 合同 | 2023年4月16日 | UniChØrd×Abyssmare LIVE -NØVA-               | ところざわサクラタウン ジャパンパビリオン ホールA | 1回公演 |
| 合同 | 2023年9月2日  | UniChØrd×Abyssmare 2nd LIVE -Star Encounter- | 豊洲PIT                                           | 2回公演 |

### Abyssmare
| #    | 出演日        | タイトル                                     | 会場                                              | 備考    |
| ---- | ------------- | -------------------------------------------- | ------------------------------------------------- | ------- |
| 合同 | 2023年4月16日 | UniChØrd×Abyssmare LIVE -NØVA-               | ところざわサクラタウン ジャパンパビリオン ホールA | 1回公演 |
| 合同 | 2023年9月2日  | UniChØrd×Abyssmare 2nd LIVE -Star Encounter- | 豊洲PIT                                           | 2回公演 |
| 1st  | 2024年8月3日  | Abyssmare 1st LIVE -ARK-                     | ところざわサクラタウン ジャパンパビリオン ホールA | 2回公演 |

### EGOEGG
| #   | 出演日         | タイトル              | 会場            | 備考    |
| --- | -------------- | --------------------- | --------------- | ------- |
| 1st | 2024年8月26日  | EGOEGG 定期公演 Vol.1 | TwinBox GARAGE  | 1回公演 |
| 2nd | 2024年9月30日  | EGOEGG 定期公演 Vol.2 | TwinBox GARAGE  | 1回公演 |
| 3rd | 2024年10月22日 | EGOEGG 定期公演 Vol.3 | TwinBox GARAGE  | 1回公演 |
| 4th | 2024年11月21日 | EGOEGG 定期公演 Vol.4 | 代官山SPACE ODD | 1回公演 |

### その他
| # | 出演日        | タイトル                    | 会場                                              | 出演者                                   | 備考 |
| - | ------------- | --------------------------- | ------------------------------------------------- | ---------------------------------------- | --- |
| 1 | 2022年9月11日 | 福島ノアpresents KAWAII.FES | ところざわサクラタウン ジャパンパビリオン ホールA | Photon Maiden Happy Around! Lyrical Lily | 2回公演 当初出演予定であった志崎樺音は、渡月麗役の降板を受け、出演を取りやめた。 当初出演予定であった前島亜美は、体調不良のため出演を取りやめた。 |

## 舞台

### D4DJ
- 舞台 Lyrical Lily「千リ！の道も一歩から」（2022年6月28日 - 7月3日、飛行船シアター）- Lyrical Lily、岩田、葉月、根岸、加藤[58]
- 舞台 D4DJ「有栖川学院文化祭 LIVE STAGE」（2023年4月30日 - 5月7日、飛行船シアター） - Lyrical Lily、Merm4id

## 参加イベント

### D4DJ
- CharaExpo USA 2019（2019年12月7日、アナハイム コンベンションセンター Dホール） - 愛美、倉知、岩田、佐藤
- D4DJリアルディグ御籤お渡しイベント-御ディグじ会（2020年1月18日、科学技術館）- 平嶋、岡田、加藤、志崎
- BanG Dream! 9th☆LIVE「The Beginning」（2021年8月21-22日、富士急ハイランド・コニファーフォレスト） - 紡木、つんこ、進藤
- Animelo Summer Live 2021 -COLORS- （2021年8月27日、さいたまスーパーアリーナ）- Happy Around!、Peaky P-key、Photon Maiden
- BanG Dream! 9th☆LIVE「Mythology」（2021年9月4-5日、富士急ハイランド・コニファーフォレスト） - 各務、高木、葉月
- D4DJ_BATTLE_TIME II（2021年10月2日、SHIBUYA PLEASURE PLEASURE）- 西尾、紡木、つんこ、各務、高木、葉月、進藤、倉知、三村、小岩井
- #D4DJ_BATTLE_TIME GONG（2022年3月21日、新宿FACE）- つんこ、進藤、ももの、西尾、各務、小泉、葉月、深川、吉田
- D4DJ GO TO -ALL IN- 開運カジノバトル（2022年5月1日、有楽町朝日ホール）- 三村、各務、小泉、倉知、前島、佐藤、岡田、葉月、ももの、大塚、渡瀬、深川、Raychell
- YATSUI FESTIVAL! 2022（2022年6月19日、LOFT9 Shibuya） - つんこ
- 浴衣でDJ☆アニメ[D4DJ Double Mix]先行上映会（2022年8月14日、豊洲PIT）- 三村、各務、高木、倉知、紡木、前島、平嶋、根岸、燐舞曲、反田、渡瀬、深川
- Animelo Summer Live 2022 -Sparkle-（2022年8月26日、さいたまスーパーアリーナ）- Merm4id、燐舞曲
- BUSHIROAD 15th ANNIVERSARY LIVE（2022年11月13日、ベルーナドーム）- Happy Around!、Peaky P-key、Photon Maiden、Merm4id、燐舞曲、Lyrical Lily[注釈 14]
- Anime Festival Asia 2022（2022年11月27日、サンテック・シンガポール国際会議展示場）- 高木、岩田
- アニメソングの可能性!～ということで現地で検証してみた（2022年12月3日、or Tokyo） - 葉月
- #D4DJ_BATTLE_TIME RING（2022年12月24日、新宿FACE）- 西尾、三村、高木、葉月、加藤、つんこ、進藤、吉田、小岩井、Raychell、渡瀬
- #D4DJ_DJTIME CLUB（2023年2月25日、代官山SPACE ODD）- 各務、入江、高木、倉知、根岸、つんこ、反田、深川、渡瀬、小岩井、由良、鷲見
- 第9回 キムチクラ（2023年3月11日、MUV HALL）- つんこ
- #D4DJ_DJTIME CLUB（2023年3月12日、浅草花劇場）- 西尾、各務、平嶋、岡田、根岸、加藤、反田、深川、渡瀬
- #D4DJ_DJTIME CLUB（2023年4月8日、HOLIDAY SHINJUKU）- 三村、入江、倉知、紡木、岡田、葉月、加藤、小岩井、由良、天麻、鷲見、山田
- Cue! You! In! 〜D4DJ vs 電音部〜（2023年4月22日、Zepp DiverCity） - Happy Around!、高木
- 有栖川学院後夜祭 トーク&#D4DJ_DJTIME（2023年5月5日、飛行船シアター） - Merm4id、Lyrical Lily
- BUSHIROAD ROCK FESTIVAL 2023（2023年5月27日、富士急ハイランド・コニファーフォレスト） - Peaky P-key、燐舞曲、Lyrical Lily
- #D4DJ_DJTIME CLUB（2023年6月17日、渋谷HARLEM）- 入江、三村、紡木、平嶋、根岸、加藤、つんこ、進藤、深川、渡瀬、由良、相坂、鷲見
- #D4DJ_DJTIME CLUB（2023年7月22日、飛行船シアター）- 高木、平嶋、岡田、葉月、大塚、反田、由良、各務、つんこ、深川、渡瀬、相坂
- DIGGLER'S HIGH feat.D4DJ VOL.1 （2023年8月11-12日、WARP SHINJUKU）- 西尾、入江、高木、つんこ、小岩井、由良、天麻
- NAGANO ANIERA FESTA 2023（2023年9月16日、駒場公園） - Happy Around!、高木
- #アニメソングの可能性（2023年10月8日、秋葉原MOGRA）- 各務
- DIGGLER'S HIGH feat.D4DJ VOL.1.5 （2023年10月21日、WARP SHINJUKU）- つんこ、由良、相坂、鷲見
- DIGGLER'S HIGH feat.D4DJ VOL.2 （2023年12月3日、WARP SHINJUKU）- 各務、加藤、つんこ、小岩井、相坂、鷲見
- KIMCHIKURA Fes VOL.02 in ILLUSTAR （2024年2月17日、KINTEX HALL）- 高木、七木、岩田
- Nijigen Expo （2024年3月2日、 Mines International Exhibition&Convention Centre）- 相坂

### Happy Around!
- BanG Dream! 8th☆LIVE DAY2：RAISE A SUILEN『THE DEPTHS』（2020年8月22日、富士急ハイランド・コニファーフォレスト） - オープニングアクト
- コトネの日（2023年5月10日、豊洲PIT）
- 踊れる！アニソンDJイベント！アニソンディスコ〜とびっきりの中野サブカル超決戦〜（2023年6月22日、中野サンプラザ）- 西尾、三村、入江
- ヴァイスシュヴァルツ15周年記念ライブ（2023年11月2日、東京ガーデンシアター）

### Photon Maiden
- Music Unity 2023（2023年3月26日、羽田空港 T2国際線エリア）- 紡木、岩田
- Photon Maidenのファンミ！（2023年6月25日、飛行船シアター）
- 京 Premium Live 2023 DAY2（2023年12月10日、ロームシアター京都メインホール）

### Merm4id
- 東京激ロックDJパーティー EDGE-CRUSHER Vol.139 19th ANNIVERSARY PARTY & HALLOWEEN SPECIAL（2019年10月27日、clubasia）
- TOKYO MIX JUICE 〜超融合系音楽祭〜（2020年1月25日、WARP SHINJUKU）
- BanG Dream! 8th☆LIVE DAY1：Roselia『Einheit』（2020年8月21日、富士急ハイランド・コニファーフォレスト） - オープニングアクト
- D4DJ Groovy Mix Presents SUMMER STRUGGLE in JINGU（2020年8月29日、明治神宮野球場） - ゲスト
- Blu-ray「Summer Flower Love Dream」発売記念イベント（2020年9月12日、HMV&BOOKS SHINSAIBASHI、2020年9月13日、星野書店 近鉄パッセ店、2020年9月22日、HMV&BOOKS SHIBUYA）
- Merm4id写真集・カレンダー発売記念限定イベント（2021年3月20日、池袋HUMAXシネマズ、2021年3月21日、HMV&BOOKS SHIBUYA）
- Live Crew 2021（2021年9月11日、EX THEATER ROPPONGI）
- 写真集「Merm4id from D4DJ AFTER PARTY」発売記念イベント（2022年10月9日、HMV&BOOKS SHIBUYA）
- Merm4idを全て語っちゃうぜ都田P最＆高祭り！！（2022年11月5日、池袋HUMAXシネマズ）- 岡田、葉月、根岸[注釈 15]
- Blu-ray「Merm4id from D4DJ AFTER PARTY」発売記念イベント（2022年12月4日、HMV&BOOKS SHINSAIBASHI、星野書店 近鉄パッセ店、2022年12月11日、HMV&BOOKS SHIBUYA）
- Raychell LIVE「DON’T GIVE UP!」（2022年12月30日、Zepp Haneda）- 岡田、根岸[注釈 16]
- Merm4id Fan Meeting MAX!!!!（2023年6月25日、飛行船シアター）
- MUSIC CIRCUS'23（2023年8月11日、SENNAN LONG PARK）
- MUSIC CIRCUS OFFICIAL AFTER PARTY（2023年8月11日、Ammona）

### 燐舞曲
- スペシャプラスまつり -鏡花水月-（2019年12月1日、Shibuya WWW X）
- Lucky Fes '23 （2023年7月15日、国営ひたち海浜公園）
- スペシャプラスまつり -鏡花水月-（2019年12月1日、Shibuya WWW X）
- 茨城ロボッツVSサンロッカーズ渋谷戦 LuckyFes Half Time Show （2024年2月3日、アダストリアみとアリーナ）- 加藤、つんこ

### Lyrical Lily
- メ〜テレアニソンLIVE（2022年6月4日、愛知県芸術劇場大ホール）
- SUMMER SONIC 2022（2022年8月21日、幕張メッセ）
- ANIMAX MUSIX 2022（2022年11月19日、横浜アリーナ）
- ブシロード新春大発表会2023（2023年1月9日、TOKYO DOME CITY HALL）- 反田、進藤、深川
- Animelo Summer Live 2023 -AXEL-（2023年8月26日、さいたまスーパーアリーナ）
- Lyrical Lilyの秘密の作戦会議（2024年3月24日、飛行船シアター）

### UniChØrd
- UniChØrd 1st EVENT『トークもライブもわからんらん！！』（2024年4月14日、飛行船シアター）

### Abyssmare
- 京 Premium Live 2023 DAY1（2023年12月9日、ロームシアター京都メインホール）

### EGOEGG
- NIG FES 2024（2024年3月29日、TOKYO DOME CITY HALL）- オープニングアクト
- せとうちグルメフェス2024（2024年4月20日、上野公園）

## ネット配信

### D4DJ
- D4DJスペシャル生放送 -STAY TUNE!-（2019年5月13日、YouTube） - 前島、西尾、大塚、佐藤、岩田
- D4DJスペシャル生放送 -STAY TUNE!- #2（2019年6月5日、YouTube） - 大塚、西尾、平嶋、根岸、ももの、各務
- D4DJスペシャル生放送 -STAY TUNE!- #3（2019年7月2日、YouTube） - 愛美、西尾、小泉、倉知、三村、葉月
- D4DJユニットミーティング Vol. 0（2019年7月31日、YouTube） - 小泉、高木、岩田、佐藤
- D4DJスペシャル生放送 -Autumn meeting-（2019年10月25日、YouTube） - 佐藤、平嶋、志崎、愛美、大塚
- D4DJユニットミーティング -緊急発表スペシャル!!-（2019年12月13日、YouTube） - 平嶋、志崎、倉知、佐藤、加藤
- 超!A&G+スペシャル きみは“D4DJ”を知っているか?〜CD発売&FES. 開催直前スペシャル〜（2020年1月10日、超!A&G+） - 各務、前島、進藤、愛美、根岸、加藤
- D4DJ Groovy Mix D4U Edition（2020年2月26日、YouTube） - 西尾、平嶋、愛美、加藤、岩田
- ファミ通×ゲームの電撃”2020春の生放送フェス!!（2020年3月5日、YouTube） - 西尾、佐藤、岩田
- ファミ通×ゲームの電撃”2020春の生放送フェス!!（2020年3月7日、YouTube） - 高木、愛美、根岸、西尾
- ロストディケイド & D4DJ Groovy Mix Presents ONLINE LIVE 配信直前生放送（2020年3月25日、SHOWROOM） - 平嶋、根岸
- ロストディケイド & D4DJ Groovy Mix Presents ONLINE LIVE 配信直前生放送（2020年3月26日、SHOWROOM） - 加藤、つんこ
- ロストディケイド & D4DJ Groovy Mix Presents ONLINE LIVE（2020年3月27日、SHOWROOM） - Happy Around!、Peaky P-key、Photon Maiden（前島は出演せず）、Merm4id、燐舞曲[59]
- D4DJ presents ラジオ（2020年3月28日、ロストディケイド』ゲームアプリ） - 西尾、進藤
- グルミクをディグろう!! 出張版（2020年3月25日-、YouTube） - 西尾、根岸
- #D4DJ_StayHome（2020年4月26日、Twitch） - 西尾
- #D4DJ_StayHome（2020年4月27日、Twitch） - つんこ
- #D4DJ_DJTIME（2020年5月29日、Twitch） - 高木
- #D4DJ_DJTIME vol.2（2020年6月5日、Twitch） - 西尾
- ＃D4DJサウンドオンリーライブDay1 直前! Happy Around!ミーティング（2020年6月20日、YouTube、Twitch） - Happy Around!、平嶋、葉月
- ＃D4DJサウンドオンリーライブDay2 直前! Happy Around!ミーティング（2020年6月21日、YouTube、Twitch） - Lyrical Lily、西尾、根岸
- D4DJ Sound Only Live（2020年6月20-21日、YouTube） - Happy Around!、Peaky P-key、Photon Maiden、Merm4id、燐舞曲、Lyrical Lily
- ノン子とのび太のアニメスクランブル（2020年7月1日、超!A&G+） - 西尾、高木、反田
- 鷲崎健のヨルナイト×ヨルナイト（2020年7月9日、超!A&G+） - 西尾、倉知、反田
- #D4DJ_DJTIME vol.3（2020年7月10日、Twitch） - つんこ
- D4DJ Groovy Mix リリースだいたい100日前発表会 -プロジェクト新情報もあるよスペシャル-（2020年7月21日、YouTube） - 西尾、高木、紡木、平嶋、加藤、反田
- MixChannel Presents D4DJ CONNECT LIVE（2020年7月26日、MixChannel） - Happy Around!、Peaky P-key、Photon Maiden、Merm4id、燐舞曲、Lyrical Lily
- #D4DJ_DJTIME vol.4（2020年8月7日、MixChannel） - つんこ
- #D4DJ_DJTIME vol.5（2020年8月14日、MixChannel） - 葉月
- #D4DJ_DJTIME vol.6（2020年8月21日、MixChannel） - 高木
- #D4DJ_DJTIME vol.7（2020年8月28日、MixChannel） - 各務
- #D4DJ_DJTIME vol.8（2020年9月4日、MixChannel） - つんこ
- #D4DJ_DJTIME vol.9（2020年9月11日、MixChannel） - 葉月
- #D4DJ_DJTIME Special Edition（2020年9月18日、MixChannel） - 紡木（水島精二と共演）
- ブシロードゲーム情報局（2020年9月19日、YouTube） - 西尾
- D4DJプロジェクト戦略発表会（2020年9月23日、YouTube） - 西尾
- D4DJ Groovy Mix リリースぴったり1か月前発表会 -キャラクター情報てんこ盛りスペシャル-（2020年9月25日、YouTube） - 西尾、高木、紡木、平嶋、加藤、反田
- #D4DJ_DJTIME vol.10（2020年9月25日、MixChannel・YouTube） - 高木
- 4GamerLive（2020年9月26日、YouTube） - 根岸、渡瀬
- #D4DJ_DJTIME vol.12（2020年10月16日、YouTube） - 愛本りんく（西尾）
- #D4DJ_DJTIME vol.13（2020年10月23日、YouTube） - 明石真秀（各務）
- #D4DJ_DJTIME vol.14（2020年10月30日、YouTube） - 紡木
- D4DJ生放送中!#2（2020年11月6日、YouTube）- 西尾、各務、高木
- #D4DJ_DJTIME vol.15（2020年11月6日、YouTube） - つんこ
- D4DJ生放送中!#3（2020年11月13日、YouTube）- 西尾、三村、小泉
- #D4DJ_DJTIME vol.16（2020年11月13日、YouTube） - 葉月
- D4DJ生放送中!#4（2020年11月20日、YouTube）- 西尾、各務、つんこ
- #D4DJ_DJTIME vol.17（2020年11月20日、YouTube） - 犬寄しのぶ（高木）
- D4DJ生放送中!特別編 -グルミクリリースだいたい1か月記念スペシャル発表会-（2020年11月27日、YouTube）- 西尾、平嶋、加藤
- #D4DJ_DJTIME Special Edition vol.2（2020年11月27日、YouTube） - 葉月、三村
- D4DJ生放送中!#5（2020年12月4日、YouTube）- 志崎、倉知、根岸
- #D4DJ_DJTIME vol.18（2020年12月4日、YouTube） - 愛本りんく（西尾）
- #D4DJ_DJTIME Special Edition vol.3（2020年12月11日、YouTube） - つんこ、ももの
- D4DJ生放送中!#7（2020年12月18日、YouTube）- 西尾、三村、倉知
- #D4DJ_DJTIME vol.19（2020年12月18日、YouTube） - 明石真秀（各務）
- D4DJ生放送中!#8（2020年12月25日、YouTube）- 愛美、各務、高木、紡木
- #D4DJ_DJTIME vol.20（2020年12月25日、YouTube） - 出雲咲姫（紡木）
- D4DJ生放送中!#10（2021年1月8日、YouTube）- 西尾、愛美、紡木、平嶋、加藤、反田
- #D4DJ_DJTIME Special Edition vol.4（2021年1月8日、YouTube） - 西尾、三村
- D4DJ Happy New Year Around! Online（2021年1月10日、YouTube） - 西尾、各務、三村、愛美、高木、倉知、紡木、岩田、葉月、つんこ、進藤
- D4DJ生放送中!#11（2021年1月15日、YouTube）- 紡木、岩田、岡田
- #D4DJ_DJTIME Special Edition vol.5（2021年1月15日、YouTube） - 愛本りんく（西尾）、明石真秀（各務）
- #D4DJ_DJTIME vol.21（2021年1月22日、YouTube） - 葉月
- #D4DJ_DJTIME vol.22（2021年1月29日、YouTube） - 紡木
- #D4DJ_DJTIME（2021年2月5日、YouTube） - 犬寄しのぶ（高木）
- グルミク大型アップデート記念発表会（2021年2月12日、YouTube） - 西尾、紡木、梅村
- #D4DJ_DJTIME（2021年2月12日、YouTube） - 各務、三村
- #D4DJ_DJTIME（2021年2月19日、YouTube） - 明石真秀（各務）、大鳴門むに（三村）
- #D4DJ_DJTIME（2021年2月26日、YouTube） - 梅村
- #D4DJ_DJTIME（2021年3月5日、YouTube） -  愛本りんく（西尾）、大鳴門むに（三村）
- #D4DJ_DJTIME（2021年3月12日、YouTube） - 葉月、三村
- #D4DJ_DJTIME（2021年3月19日、YouTube） - 高木
- #D4DJ_DJTIME（2021年3月26日、YouTube） - 小宮
- グルミク音楽室 -4月追加曲 最速発表スペシャル（2021年3月27日、Mildom） - 紬木、岩田、根岸、葉月
- #D4DJ_DJTIME（2021年4月9日、YouTube） - 紡木
- #D4DJ_DJTIME PLUS（2021年4月16日、YouTube） - 各務（水島精二、DJ WILD PARTYと共演）
- Lyrical Lily×Merm4id 合同LIVE直前 OPENREC.tv特番（2021年4月23日、OPENREC）- 平嶋、根岸、渡瀬、深川
- グルミク音楽室-ハーフアニバーサリースペシャル- Presented by Mildom（2021年4月24日、Mildom） - 佐藤、西尾、高木、加藤
- Peaky P-key・Photon Maiden 合同LIVE直前 OPENREC.tv特番（2021年4月28日、OPENREC）- 愛美、佐藤
- #D4DJ_DJTIME（2021年4月30日、YouTube） - 犬寄しのぶ（高木）、出雲咲姫（紡木）
- #D4DJ_DJTIME（2021年5月7日、YouTube） - つんこ、ももの
- D4DJ D4 FES. -Be Happy- REMIX 新情報発表スペシャル（2021年5月14日、YouTube）- 西尾、各務、平嶋、葉月、Raychell
- #D4DJ_DJTIME（2021年5月21日、YouTube） - 小岩井（小山百代と共演）
- グルミク音楽室-グルミククイーンへの挑戦- Presented by Mildom（2021年5月22日、Mildom） - 西尾、根岸、進藤、深川
- #D4DJ_DJTIME（2021年6月4日、YouTube） - 葉月
- #D4DJ_DJTIME PLUS（2021年6月11日、YouTube） - 各務、高木
- #D4DJ_DJTIME PLUS（2021年6月18日、YouTube） - 西尾（DJ GENKIと共演）
- #D4DJ_BATTLE_TIME（2021年6月19日、OPENREC） - 各務、高木、紡木、葉月、つんこ、西尾、平嶋、加藤
- #D4DJ_DJTIME（2021年6月25日、YouTube） - 梅村（志崎、工藤晴香と共演）
- グルミク音楽室 コラボユニット応援ありがとうスペシャル（2021年6月26日、Mildom） - 佐藤、三村、深川、紡木
- #D4DJ_DJTIME D4DJ D4 FES. -Be Happy- REMIX 特集（2021年7月2日、YouTube） - 小岩井、吉田
- #D4DJ_BATTLE_TIME 反省会（2021年7月9日、YouTube） - 高木、葉月、進藤
- #D4DJ_DJTIME（2021年7月16日、YouTube） - つんこ、加藤
- #D4DJ_DJTIME（2021年7月23日、YouTube） - 紡木
- #D4DJ_DJTIME（2021年7月30日、YouTube） - 西尾
- #D4DJ_DJTIME（2021年8月6日、YouTube） - 犬寄しのぶ（高木）
- #D4DJ_DJTIME（2021年8月13日、YouTube） - 進藤、葉月（伊藤昌弘と共演）
- #D4DJ_DJTIME（2021年8月20日、YouTube） - 西尾、高木
- #D4DJ_DJTIME（2021年8月27日、YouTube） - 各務
- #D4DJ_DJTIME（2021年9月3日、YouTube） - つんこ（高橋花林と共演）
- #D4DJ_DJTIME（2021年9月10日、YouTube） - 西尾、紡木
- #D4DJ_DJTIME（2021年9月24日、YouTube） - 明石真秀（各務）、 犬寄しのぶ（高木）
- グルミク1周年記念発表会（2021年10月1日、YouTube） - 西尾、高木、紡木、平嶋、反田
- #D4DJ_DJTIME（2021年10月8日、YouTube） - 愛本りんく（西尾）
- #D4DJ_DJTIME（2021年10月15日、YouTube） - つんこ（高橋ヒロムと共演）
- #D4DJ_DJTIME（2021年10月22日、YouTube） - つんこ、ももの
- #D4DJ_DJTIME（2021年10月29日、YouTube） - 小岩井、岡田
- #D4DJ_DJTIME（2021年11月5日、YouTube） - 高木、各務
- #D4DJ_DJTIME（2021年11月12日、YouTube） - つんこ、加藤
- #D4DJ_DJTIME（2021年11月19日、YouTube） - 進藤、反田、平嶋
- #D4DJ_DJTIME（2021年11月26日、YouTube） - 紡木、倉知
- #D4DJ_DJTIME（2021年12月3日、YouTube） - 各務、志崎
- #D4DJ_DJTIME（2021年12月10日、YouTube） - 小岩井、岩田（小山百代と共演）
- #D4DJ_DJTIME（2021年12月24日、YouTube） - 出雲咲姫（紡木）
- ～ゆく年くる年 #D4DJ_DJTIME☆カウントダウン～（2021年12月31日、YouTube） - 西尾、倉知、佐藤、根岸、加藤、反田
- D4DJ D4 FES. LIVE -Party Time- アフタートーク配信（2022年2月6日、OPENREC） - 西尾、各務、高木、紡木、岡田、加藤、反田
- D4DJ D4 FES. -Be Happy- REMIX オーディオコメンタリー第一弾（2022年2月28日、YouTube） - 加藤、つんこ、反田、渡瀬
- D4DJ D4 FES. -Be Happy- REMIX オーディオコメンタリー第二弾（2022年3月22日、YouTube） - 三村、各務、岡田、根岸
- D4DJ D4 FES. -Be Happy- REMIX オーディオコメンタリー第三弾（2022年4月13日、YouTube） - 小泉、倉知、紡木、岩田
- グルミク杯2022決勝戦（2022年4月2日、YouTube） - 西尾、根岸、深川、渡瀬
- D4DJプロジェクト発表会～アニメもゲームも〇〇も？！～（2022年4月8日、YouTube） - 西尾、平嶋、岡田、大塚、反田、進藤
- Peaky P-key×Lynx Eyes 合同LIVE TOUR 「Higher and Higher」（2022年4月11日、OPENREC） - 高木、小泉、倉知、Lynx Eyes
- グルミク1.5周年記念生放送（2022年4月22日、YouTube） - 平嶋、高木、紡木、加藤、反田、Raychell
- D4DJ D4 FES. LIVE -ALL IN- アフタートーク配信（2022年7月28日、OPENREC） - 倉知、根岸、加藤、反田、Raychell
- グルミク×「NieR:Automata」コラボ記念配信（2022年9月20日、YouTube） - 西尾、各務、加藤、大塚、ももの、つんこ
- グルミク2周年記念生放送（2022年10月25日、YouTube） - 西尾、高木、根岸、加藤、佐藤、小岩井、高橋、由良、天麻
- D4DJ8週連続生放送#1（2022年11月4日、YouTube） - 高木、倉知、小岩井、高橋
- D4DJ8週連続生放送#2（2022年11月11日、YouTube） - 各務、入江、由良、天麻
- D4DJ8週連続生放送#3（2022年11月18日、YouTube） - 岩田、紡木、小岩井、由良
- D4DJ8週連続生放送#4（2022年11月25日、YouTube） - 平嶋、根岸、相坂、山田
- D4DJ8週連続生放送#5（2022年12月2日、YouTube） - 反田、深川、May’n、鷲見
- D4DJ8週連続生放送#6（2022年12月9日、YouTube） - 大塚、加藤、鷲見、山田
- 「FAKE OFF / 天使と悪魔」発売記念 オンラインリリースイベント（2022年12月18日、Youtube） - 平嶋、葉月、大塚、岡田、根岸、加藤、つんこ
- D4DJ All Mix直前生放送（2023年1月6日、YouTube） - 平嶋、深川、渡瀬
- Merm4id×燐舞曲 合同LIVE「FAKE OFF」 アフタートーク配信（2023年1月25日、OPENREC） -  平嶋、根岸、加藤、つんこ
- D4DJ 4ユニット緊急生配信（2023年4月2日、Youtube） - 岡田、葉月、つんこ、各務、入江、反田、渡瀬
- グルミク2.5周年記念生放送（2023年4月23日、Youtube） - 西尾、深川、由良、天麻、鷲見、山田
- 水曜日のD4DJ#1（2023年7月5日、YouTube） - 倉知、深川
- 水曜日のD4DJ#2（2023年7月12日、YouTube） - 天麻、鷲見
- 水曜日のD4DJ#3（2023年7月19日、YouTube） - 加藤、ももの
- 水曜日のD4DJ#4（2023年7月26日、YouTube） - 平嶋、岡田
- 水曜日のD4DJ#5（2023年8月2日、YouTube） - 三村、反田
- 水曜日のD4DJ#6（2023年8月9日、YouTube） - 加藤、つんこ
- 水曜日のD4DJ#7（2023年8月16日、YouTube） - 大塚、由良
- 水曜日のD4DJ#8（2023年8月23日、YouTube） - 各務、小岩井
- 水曜日のD4DJ#9 重大発表スペシャル（2023年8月30日、YouTube） - 三村、高木、紡木、平嶋、大塚、反田、高橋、相坂
- 水曜日のD4DJ#10（2023年9月6日、YouTube） - 葉月、深川
- グルミク杯2023決勝戦・エキシビションマッチ（2023年9月10日、Youtube） - 西尾、深川、紡木
- 水曜日のD4DJ#11（2023年9月13日、YouTube） - 各務、倉知
- 水曜日のD4DJ#12（2023年9月20日、YouTube） - 愛美、高木
- 水曜日のD4DJ#13（2023年9月27日、YouTube） - 紡木、平嶋、深川
- 水曜日のD4DJ#14（2023年10月4日、YouTube） - 各務、入江
- 水曜日のD4DJ#15（2023年10月11日、YouTube） - 西尾、進藤
- 水曜日のD4DJ#16 グルミク3周年まで1週間SP（2023年10月18日、YouTube）- 各務、高木、岩田、岡田、大塚、反田、由良、相坂
- 水曜日のD4DJ#17 グルミク3周年SP（2023年10月25日、YouTube） - 入江、倉知、紡木、平嶋、つんこ、深川、小岩井、May'n
- 水曜日のD4DJ#18（2023年11月1日、YouTube） - 根岸、加藤
- 水曜日のD4DJ#19（2023年11月8日、YouTube） - つんこ、ももの
- 水曜日のD4DJ#21（2023年11月22日、YouTube） - 高木、由良
- 水曜日のD4DJ#22（2023年11月29日、YouTube） - 愛美、高木、倉知
- 水曜日のD4DJ#23（2023年12月6日、YouTube） - 高橋、天麻
- 水曜日のD4DJ#24（2023年12月13日、YouTube） - 平嶋、加藤
- 水曜日のD4DJ#25（2023年12月20日、YouTube） - 高木、倉知
- 水曜日のD4DJ#27（2024年1月10日、YouTube） - 反田、渡瀬
- 水曜日のD4DJ#28（2024年1月17日、YouTube） - 三村、入江
- 水曜日のD4DJ#29（2024年1月24日、YouTube） - 大塚、つんこ
- 水曜日のD4DJ#30（2024年1月31日、YouTube） - 根岸、天麻
- 水曜日のD4DJ#31（2024年2月7日、YouTube） - 西尾、倉知
- 水曜日のD4DJ#32（2024年2月14日、YouTube） - 加藤、ももの
- 水曜日のD4DJ#33（2024年2月21日、YouTube） - つんこ、進藤
- 水曜日のD4DJ#34（2024年2月28日、YouTube） - 各務、鷲見

### Happy Around!
- D4DJユニットミーティング -Happy Around!-（2019年8月13日、YouTube）
- 超!A&G+スペシャル きみは"ハピアラ"を知っているか?〜1stアルバム発売記念スペシャル」（2020年4月17日、超!A&G+）
- 中野区&D4DJ Happy Around! オンライントークショー（2020年10月17日、YouTube）
- EJ ANIME MUSIC FESTIVAL 2020（2020年10月18日、PIA LIVE STREAM他）
- D4DJ生放送中!#1、#6、#13（2020年10月30日・12月4日、2021年1月29日、YouTube）
- ANIMAX MUSIX NEXTAGE ONLINE supported by U-NEXT（2020年10月31日、U-NEXT）
- 第4回 「ももいろ歌合戦」（2020年12月31日、ABEMA）
- ANIMAX MUSIX 2021 ONLINE supported by U-NEXT（2021年1月30日、U-NEXT）
- Happy Around! 2nd LIVE直前 OPENREC特別番組（2021年3月11日、OPENREC）- 三村、志崎
- DDJ-400 Happy Around!モデル リリース記念オンラインイベント（2021年4月6日、YouTube）- 西尾、各務
- Happy Around! 2nd LIVE おかわり！（2021年4月18日、OPENREC）
- Happy Around! ONLINE LIVE 制服Disco!（2021年7月22日、OPENREC）

### Photon Maiden
- D4DJユニットミーティング -Photon Maiden-（2019年8月26日、YouTube）
- Peaky P-key・Photon Maiden 合同LIVE Ultimate Melodies（2021年4月30日、OPENREC）
- 水曜日のD4DJ（2023年11月15日、2023年12月27日、YouTube）

### Peaky P-key
- D4DJユニットミーティング -Peaky P-key-（2019年9月17日、YouTube）
- D4DJ ピキピキRADIO（2020年2月3日 - 2020年9月28日:毎週火曜[注釈 17]、響 - HiBiKi Radio Station -※）[61][62]  - 高木、小泉
- D4DJ生放送中!#12（2021年1月22日、YouTube）
- Peaky P-key・Photon Maiden 合同LIVE Ultimate Melodies（2021年4月30日、OPENREC）
- Peaky P-key 1st AL発売記念　特別対談（2022年8月26日、YouTube）

### Merm4id
- D4DJユニットミーティング -Merm4id-（2019年9月30日、YouTube）
- 矢口真里の火曜The NIGHT（2020年11月11日[63]、ABEMA）
- D4DJ presents Merm4idのRADIO BIG W4VE!!!! PLUS（2021年1月2日 - 3月27日、響 - HiBiKi Radio Station -） - 平嶋、根岸
- Merm4id 1st LIVE直前 OPENREC.tv特番（2021年4月1日、OPENREC）
- #D4DJ_DJTIME（2021年4月2日、YouTube）
- 「Merm4id 2nd LIVE Summer Killer」アフタートーク配信（2021年9月12日、OPENREC）
- 「Merm4id 3rd LIVE S.T.O.P.ING」アフタートーク配信（2022年5月12日、OPENREC）
- 「Merm4id 4th LIVE Summer KillerⅡ」アフタートーク配信（2022年10月22日、OPENREC）
- 都田Pの「極めエンタメ道」Merm4id Special（2023年7月19日、SHOWROOM）

### 燐舞曲
- D4DJユニットミーティング -燐舞曲-（2019年10月7日、YouTube）
- D4DJ×バンドリ！特別番組「ライブ振り返り配信」（2021年2月6日、YouTube）

### Lyrical Lily
- Lyrical Lily 2ndシングル「プティプランス」発売記念スペシャル～ Lyrical Lily のプティプラジオ ～（2021年8月27日、超!A&G+）
- #D4DJ_DJTIME（2021年9月17日、YouTube）
- 中野区&D4DJ Lyrical Lily 特別課外授業（2021年11月13日、YouTube）
- D4DJ8週連続生放送#7（2022年12月16日、YouTube）

### UniChØrd
- D4DJ8週連続生放送#8（2022年12月23日、YouTube）

### Abyssmare
- アビスラジオにようこそ（2024年7月5日 - 、YouTube）

## 映像作品

### Merm4id
- Summer Flower Love Dream（2020年8月21日、イーネット・フロンティア）
- AFTER PARTY（2022年10月30日、イーネット・フロンティア）
- HE4VEN（2025年2月8日、（株）サイバースター）

## 書籍

### D4DJ
- D4DJ-4コマMix!-（漫画：しろくま、KADOKAWA（『月刊ブシロード』連載））
  1. 2021年4月26日発売[64]、ISBN 978-4-04899-481-1
  2. 2022年8月8日発売[65]、ISBN 978-4-04-899534-4

### Happy Around!
- D4DJ-The story of Happy Around!-（漫画：倉崎もろこ、KADOKAWA（『月刊ブシロード』→『コミックブシロードWEB』連載））
  1. 2021年4月26日発売[66]、ISBN 978-4-04899-480-4
  2. 2022年8月8日発売[67]、ISBN 978-4-04-899531-3

### Peaky P-key
- D4DJ- The Prologue of Peaky P-key-（脚本：榊一郎、作画：美月めいあ、リンガ・フランカ（「マンガドア」連載））
  1. 2022年1月8日発売[68]、ISBN 978-4-04-899505-4
  2. 2022年9月8日発売[69]、ISBN 978-4-04-899532-0
  3. 2023年5月8日発売[70]、ISBN 978-4-04-899564-1

### Photon Maiden
- D4DJ -The Starting of Photon Maiden-（脚本：水島精二・森江美咲、漫画：紅野あつ、講談社（「マガジンポケット」連載））
  1. 2021年4月26日発売[71]、ISBN 978-4-06-522695-7
  2. 2021年7月9日発売[72]、ISBN 978-4-06-524037-3
  3. 2021年10月8日発売[73]、ISBN 978-4-06-524845-4

### Merm4id
- Summer Flower Love Dream（撮影：対馬ヒロミ、イラスト：やちぇ、2020年12月2日、イーネット・フロンティア）ISBN 978-4-86205-941-3[74]
- 2021年カレンダー（2020年12月2日、イーネット・フロンティア）ISBN 978-4-86205-942-0
- AFTER PARTY （撮影：都田和志・日暮翔、2022年9月30日、イーネット・フロンティア）ISBN 978-4-86205-957-4
- HE4VEN （撮影：都田和志、2025年2月8日、（株）サイバースター）

### Lyrical Lily
- リリカルなリリック（著：中村航、作画：やちぇ、KADOKAWA（『月刊ブシロード』連載、2022年2月11日発売[75]）

## 楽曲

### タイアップ曲
| 楽曲            | タイアップ                                                                                     | 時期        | 収録作品                      |
| Peaky P-key     | Peaky P-key                                                                                    | Peaky P-key | Peaky P-key                   |
| --------------- | ---------------------------------------------------------------------------------------------- | ----------- | ----------------------------- |
| Gonna be right  | テレビ愛知・テレビ東京系アニメ『カードファイト!! ヴァンガード外伝 イフ-if-』エンディングテーマ | 2020年      | アルバム『Cosmic CoaSTAR』    |
| 燐舞曲          |                                                                                                |             |                               |
| Horizontal Oath | テレビ愛知・テレビ東京系アニメ『カードファイト!! ヴァンガード外伝 イフ-if-』エンディングテーマ | 2020年      | アルバム『Cosmic CoaSTAR』    |
| BLACK LOTUS     | テレビアニメ『D_CIDE TRAUMEREI THE ANIMATION』エンディングテーマ                               | 2021年      | アルバム『神蕾-シン・ライ-』  |
| Lyrical Lily    |                                                                                                |             |                               |
| 夢十Yah!        | ミニアニメ『みにヴぁん ら～じ』オープニングテーマ                                              | 2021年      | アルバム『Lyrical Anthology』 |
| Call of Artemis |                                                                                                |             |                               |
| Do the Dive     | テレビアニメ『カードファイト!! ヴァンガード will+Dress』エンディングテーマ                     | 2022年      | シングル『Do the Dive』       |

### CD未収録曲
| 楽曲                                                                               | オリジナルアーティスト                                                                           | 作詞                                   | 作曲                        | 編曲および原案                                           |
| Happy Around!                                                                      | Happy Around!                                                                                    | Happy Around!                          | Happy Around!               | Happy Around!                                            |
| ---------------------------------------------------------------------------------- | ------------------------------------------------------------------------------------------------ | -------------------------------------- | --------------------------- | -------------------------------------------------------- |
| ぽっぴん'しゃっふる                                                                | Poppin'Party                                                                                     | 中村航                                 | 上松範康（Elements Garden） | 藤永龍太郎（Elements Garden）（原曲）                    |
| ムーンライト伝説                                                                   | DALI                                                                                             | 小田佳奈子                             | 小諸鉄矢                    | 池田大介（原曲） 彦田元気（カバー）                      |
| Yes! BanG_Dream!                                                                   | Poppin'Party                                                                                     | 中村航                                 | 上松範康                    | 藤永龍太郎（原曲） XELIK（カバー）                       |
| ぎぶみーAwesome!!!!                                                                | Happy Around!                                                                                    | PandaBoY                               | PandaBoY                    | PandaBoY                                                 |
| Make My Style                                                                      | Happy Around!                                                                                    | 山本メーコ                             | 佐藤陽介                    | 佐藤陽介                                                 |
| 正解はひとつ!じゃない!!                                                            | ミルキィホームズ                                                                                 | 畑亜貴                                 | 山口朗彦                    | 山口朗彦（原曲） PandaBoY（カバー）                      |
| Happy Around Days                                                                  | Happy Around!                                                                                    | ミズシマ教授 安藤紗々                  | 大和                        | 大和 gen                                                 |
| Brand New World                                                                    | Happy Around!                                                                                    | fu_mou                                 | fu_mou                      | fu_mou                                                   |
| HONEST -happy a word-                                                              | Happy Around!                                                                                    | ZAQ                                    | ZAQ                         | ZAQ                                                      |
| ぷっちみくパーチナィ！                                                             | Happy Around! with KYOKO, SAKI, RIKA, TSUBAKI, MIYU                                              | 中村航                                 | PandaBoY                    | PandaBoY                                                 |
| Hey! Be Ambitious! （Another Ver.）                                                | Happy Around!                                                                                    | 結城アイラ                             | 大和                        | TECHNOBOYS PULCRAFT GREEN-FUND                           |
| Dig Delight! (4sk Remix)                                                           | Happy Around!                                                                                    | 中村航                                 | 大和                        | 佐藤陽介                                                 |
| 熱風海陸ブシロード 〜熱き咆哮〜                                                    | 小野正利                                                                                         | 森ユキ                                 | 坂本裕介                    | 坂本裕介（原曲） XELIK（カバー）                         |
| 全力☆Summer!                                                                       | angela                                                                                           | atsuko                                 | atsuko KATSU                | KATSU（原曲） gen（カバー）                              |
| ぐるぐるDJ TURN!! (14 Routine Remix)                                               | Happy Around!                                                                                    | 中村航                                 | 前山田健一                  | 14                                                       |
| Summer Wonder                                                                      | Happy Around!                                                                                    | Islet                                  | Islet                       | Islet                                                    |
| にょちおがやってくる☆ヤァ☆ヤァ☆ヤァ☆                                               | Happy Around!                                                                                    | 安藤紗々                               | 眞塩楓                      | 眞塩楓                                                   |
| カレーライスが大好き♡                                                              | Happy Around!                                                                                    | 島みやえい子                           | 島みやえい子                | XELIK                                                    |
| Feelin' Good-Day!!                                                                 | Happy Around!                                                                                    | 高瀬愛虹                               | XELIK                       | XELIK                                                    |
| ハピフルカラフルdays☆彡                                                            | Happy Around!                                                                                    | 西尾夕香                               | 神田ジョン                  | 神田ジョン XELIK                                         |
| 4 PIECES OF CAKE                                                                   | Happy Around!                                                                                    | 安藤紗々                               | 中居廉                      | XELIK                                                    |
| Peaky P-key                                                                        |                                                                                                  |                                        |                             |                                                          |
| Borderland                                                                         | 川田まみ                                                                                         | 川田まみ                               | 中沢伴行                    | 高中崎伴武矢（原曲） Elements Garden（カバー）           |
| 恋心                                                                               | 相川七瀬                                                                                         | 織田哲郎                               | 織田哲郎                    | 織田哲郎（原曲） Elements Garden（カバー）               |
| 咲ヶ、舞踏無双                                                                     | Peaky P-key                                                                                      | Spirit Garden                          | 竹田祐介                    | 竹田祐介                                                 |
| We are COMPLETE!                                                                   | Peaky P-key                                                                                      | Spirit Garden                          | 竹田祐介                    | 竹田祐介                                                 |
| Photon Maiden                                                                      |                                                                                                  |                                        |                             |                                                          |
| 暁                                                                                 | Photon Maiden                                                                                    | 佐高陵平                               | fu_mou                      | fu_mou                                                   |
| Photon Melodies (TAKU INOUE Remix)                                                 | Photon Maiden                                                                                    | 佐高陵平                               | 佐高陵平                    | TAKU INOUE                                               |
| シリウス                                                                           | BUMP OF CHICKEN                                                                                  | 藤原基央                               | 藤原基央                    | BUMP OF CHICKEN & MOR（原曲） fu_mou（カバー）           |
| アンインストール                                                                   | 石川智晶                                                                                         | 石川智晶                               | 石川智晶                    | 西田マサラ（原曲） 古峰拓真（カバー）                    |
| pop enemy                                                                          | 日高零奈、東雲和音、茅野ふたば                                                                   | Shinpei Nasuno                         | Shinpei Nasuno              | Shinpei Nasuno（原曲） yuzen（カバー）                   |
| Edel Lilie                                                                         | 一柳隊                                                                                           | 安藤紗々                               | 俊龍                        | 秋月須清（原曲） 古峰拓真（カバー）                      |
| Begin Again                                                                        | Photon Maiden                                                                                    | 佐高陵平                               | 佐高陵平                    | 佐高陵平                                                 |
| Meteor                                                                             | Photon Maiden                                                                                    | 佐高陵平                               | 佐高陵平                    | 佐高陵平                                                 |
| Merm4id                                                                            |                                                                                                  |                                        |                             |                                                          |
| ENDLESS MEMORIES                                                                   | Merm4id                                                                                          | 都田和志                               | 都田和志                    | b4k                                                      |
| CUT OUT                                                                            | Merm4id                                                                                          | 都田和志                               | 都田和志                    | b4k                                                      |
| WIN-WIN                                                                            | Merm4id                                                                                          | 都田和志                               | 都田和志                    | b4k                                                      |
| GIVE Attention                                                                     | Merm4id                                                                                          | 都田和志                               | 都田和志                    | b4k                                                      |
| 燐舞曲                                                                             |                                                                                                  |                                        |                             |                                                          |
| Rising Hope                                                                        | LiSA                                                                                             | LiSA 田淵智也                          | 田淵智也                    | 堀江晶太（原曲） Sho from MY FIRST STORY（カバー）       |
| prayer                                                                             | 燐舞曲                                                                                           | 咲人（NIGHTMARE） eMPIRE SOUND SYSTeMS | Nob from MY FIRST STORY     | 咲人                                                     |
| prayer（葵依Ver.）                                                                 | 燐舞曲                                                                                           | 咲人 eMPIRE SOUND SYSTeMS              | Nob from MY FIRST STORY     | 咲人                                                     |
| ラストソング                                                                       | 燐舞曲                                                                                           | 星熊南巫 eMPIRE SOUND SYSTeMS          | 星熊南巫                    | eMPIRE SOUND SYSTeMS                                     |
| Bloody Mary                                                                        | 燐舞曲                                                                                           | 星熊南巫 eMPIRE SOUND SYSTeMS          | 咲人 星熊南巫               | 咲人                                                     |
| Lyrical Lily                                                                       |                                                                                                  |                                        |                             |                                                          |
| ギャラクシー☆ばばんがBang!                                                         | エンジェル隊                                                                                     | 田辺智沙                               | 和泉一弥                    | 金井江右、南良樹（原曲） 吉田明広（カバー）              |
| 千リ一リ物語                                                                       | Lyrical Lily                                                                                     | 中村航                                 | BIDA                        | BIDA 「千夜一夜物語」（原案）                            |
| 夏休み                                                                             | Lyrical Lily                                                                                     | 中村航                                 | エガワヒロシ                | 平田博信 中村航「夏休み」（原作）                        |
| 吾輩よ猫であれ (Kawaii×Future×Hard Mix)                                            | Lyrical Lily                                                                                     | 中村航                                 | エガワヒロシ                | nora2r 夏目漱石「吾輩は猫である」（原案）                |
| 注文の多い文化祭                                                                   | Lyrical Lily                                                                                     | 中村航                                 | BIDA                        | BIDA 宮沢賢治「注文の多い料理店」（原案）                |
| いたずら白書                                                                       | Lyrical Lily                                                                                     | 中村航                                 | エガワヒロシ                | BIDA                                                     |
| 私、アイドル宣言                                                                   | CHiCO with HoneyWorks                                                                            | shito、Gom                             | shito                       | HoneyWorks（原曲） 吉田明広（カバー）                    |
| 夏にもマケズ！                                                                     | Lyrical Lily                                                                                     | 中村航                                 | 平田博信                    | 平田博信 宮沢賢治「雨ニモ負ケズ」（原案）                |
| 君たちはKawaiku生きるか                                                            | Lyrical Lily                                                                                     | 中村航                                 | エガワヒロシ                | 吉田明広 吉野源三郎「君たちはどう生きるか」（原案）      |
| Abyssmare                                                                          |                                                                                                  |                                        |                             |                                                          |
| 儚くも永久のカナシ                                                                 | UVERworld                                                                                        | TAKUYA∞                                | 克哉 TAKUYA∞                | UVERworld、平出悟（原曲） D&H（カバー）                  |
| Now or Never                                                                       | Abyssmare                                                                                        | May'n                                  | D&H                         | D&H                                                      |
| ARK                                                                                | Abyssmare                                                                                        | Abyssmare                              | D&H                         | D&H                                                      |
| 唱                                                                                 | Ado                                                                                              | TOPHAMHAT-KYO                          | Giga TeddyLoid              | Giga TeddyLoid                                           |
| JUNKBOX                                                                            | Abyssmare                                                                                        | May'n                                  | D&H                         | D&H                                                      |
| UniChØrd                                                                           |                                                                                                  |                                        |                             |                                                          |
| INTERNET YAMERO                                                                    | KOTOKO                                                                                           | にゃるら                               | Aiobahn                     | Aiobahn（原曲） 鈴谷皆人（カバー）                       |
| A Bad Cynic Doggo                                                                  |                                                                                                  |                                        |                             |                                                          |
| Get on the top                                                                     | A Bad Cynic Doggo                                                                                | 咲乃木ロク                             | yuzen                       | 古峰拓真                                                 |
| buzzよりbite you                                                                   | A Bad Cynic Doggo                                                                                | 咲乃木ロク                             | yuzen                       | yuzen                                                    |
| D4DJ ALL STARS                                                                     |                                                                                                  |                                        |                             |                                                          |
| LOVE!HUG!GROOVY!!（KO3 Remix）                                                     | D4DJ ALL STARS                                                                                   | 安藤紗々                               | 俊龍 ZAQ                    | KO3                                                      |
| なんてカラフルな世界！[D4DJ Remix]                                                 | オーイシマサヨシ、KISHOW、i☆Ris、 亜咲花、雨宮天、東山奈央、 幹葉、鈴木愛奈、仲村宗悟、 伊藤昌弘 | 大石昌良                               | 大石昌良                    | 大石昌良＆Canvas（原曲） XELIK（カバー）                 |
| 愛本りんく、山手響子、出雲咲姫、瀬戸リカ、青柳椿、桜田美夢                         |                                                                                                  |                                        |                             |                                                          |
| Sparkle [D4DJ Remix]                                                               | 愛美、伊藤美来、小笠原仁、梶原岳人、鈴木愛理、DIALOGUE+、TrySail、仲村宗悟、花澤香菜、halca      | 中村彼方                               | 田中秀和                    | 田中秀和（原曲） XELIK（カバー）                         |
| Happy Around!、Peaky P-key、Photon Maiden、Merm4id、燐舞曲、Lyrical Lily、UniChØrd |                                                                                                  |                                        |                             |                                                          |
| SUPERSTAR                                                                          | Happy Around!、Peaky P-key、Photon Maiden、Merm4id、燐舞曲、Lyrical Lily、UniChØrd               | 安藤紗々                               | 俊龍                        | XELIK                                                    |
| 愛本りんく                                                                         |                                                                                                  |                                        |                             |                                                          |
| ストライク・ザ・ブラッド                                                           | 岸田教団&THE明星ロケッツ                                                                         | 岸田                                   | 岸田                        | 岸田教団&THE明星ロケッツ（原曲） 樂（カバー）            |
| 明石真秀                                                                           |                                                                                                  |                                        |                             |                                                          |
| Fantastic future                                                                   | 田村ゆかり                                                                                       | 畑亜貴                                 | 太田雅友                    | 太田雅友（原曲） XELIK（カバー）                         |
| 大鳴門むに                                                                         |                                                                                                  |                                        |                             |                                                          |
| たぶん                                                                             | YOASOBI                                                                                          | Ayase                                  | Ayase                       | Ayase（原曲） 神田ジョン（カバー）                       |
| 渡月麗                                                                             |                                                                                                  |                                        |                             |                                                          |
| 恋愛サーキュレーション                                                             | 千石撫子                                                                                         | meg rock                               | 神前暁                      | 神前暁（原曲） 大和（カバー）                            |
| 出雲咲姫                                                                           |                                                                                                  |                                        |                             |                                                          |
| プラチナ                                                                           | 坂本真綾                                                                                         | 岩里祐穂                               | 菅野よう子                  | 菅野よう子（原曲） NARUMI HELVETICA（カバー）            |
| Conflict feat.出雲咲姫                                                             | siromaru + Cranky                                                                                | Pico                                   | siromaru、Cranky            | Cranky                                                   |
| 新島衣舞紀                                                                         |                                                                                                  |                                        |                             |                                                          |
| Dear my friend                                                                     | Every Little Thing                                                                               | 五十嵐充                               | 五十嵐充                    | 五十嵐充（原曲） fu_mou（カバー）                        |
| 花巻乙和                                                                           |                                                                                                  |                                        |                             |                                                          |
| ファンサ                                                                           | mona                                                                                             | HoneyWorks                             | HoneyWorks                  | 堤博明、HoneyWorks（原曲） 彦田元気（カバー）            |
| 福島ノア                                                                           |                                                                                                  |                                        |                             |                                                          |
| Let The Show Begin                                                                 | 鈴木愛理                                                                                         | JUN                                    | 久保田真悟                  | 久保田真悟（原曲） 佐高陵平（カバー）                    |
| 瀬戸リカ                                                                           |                                                                                                  |                                        |                             |                                                          |
| ザ☆ピ〜ス!                                                                         | モーニング娘。                                                                                   | つんく                                 | つんく                      | ダンス☆マン（原曲） b4k（カバー）                        |
| 水島茉莉花                                                                         |                                                                                                  |                                        |                             |                                                          |
| ラムのラブソング                                                                   | 松谷祐子                                                                                         | 伊藤アキラ                             | 小林泉美                    | 小林泉美（原曲） b4k（カバー）                           |
| 日高さおり                                                                         |                                                                                                  |                                        |                             |                                                          |
| 気まぐれメルシィ                                                                   | 八王子P                                                                                          | 八王子P q*Left                         | 八王子P                     | 八王子P（原曲） b4k（カバー）                            |
| 松山ダリア                                                                         |                                                                                                  |                                        |                             |                                                          |
| 一滴の影響                                                                         | UVERworld                                                                                        | TAKUYA∞                                | 彰、TAKUYA∞                 | UVERworld、平出悟（原曲） b4k（カバー）                  |
| 青柳椿                                                                             |                                                                                                  |                                        |                             |                                                          |
| 暗黒の翼                                                                           | レディバット                                                                                     | MARIA                                  | 大内哲也                    | 大内哲也（原曲） 丸山漠（カバー）                        |
| 月見山渚                                                                           |                                                                                                  |                                        |                             |                                                          |
| ツキミソウ                                                                         | Novelbright                                                                                      | 竹中雄大                               | 竹中雄大・沖聡次郎          | Novelbright（原曲） eMPIRE SOUND SYSTeMS（カバー）       |
| 三宅葵依                                                                           |                                                                                                  |                                        |                             |                                                          |
| カタオモイ                                                                         | Aimer                                                                                            | 内澤崇仁                               | 内澤崇仁                    | 内澤崇仁、玉井健二、飛内将大（原曲） 咲人（カバー）      |
| 矢野緋彩                                                                           |                                                                                                  |                                        |                             |                                                          |
| 魔・カ・セ・テ Tonight                                                             | 野水伊織                                                                                         | Manzo                                  | Manzo                       | Manzo（原曲） 丸山漠 from a crowd of rebellion（カバー） |
| 桜田美夢                                                                           |                                                                                                  |                                        |                             |                                                          |
| プラスティック・ラブ                                                               | 竹内まりや                                                                                       | 竹内まりや                             | 竹内まりや                  | 山下達郎（原曲） 吉田明広（カバー）                      |
| 春日春奈                                                                           |                                                                                                  |                                        |                             |                                                          |
| ロミオとシンデレラ                                                                 | doriko                                                                                           | doriko                                 | doriko                      | doriko（原曲） 吉田明広（カバー）                        |
| 白鳥胡桃                                                                           |                                                                                                  |                                        |                             |                                                          |
| 航海の唄                                                                           | さユり                                                                                           | さユり                                 | さユり                      | 江口亮（原曲） BIDA（カバー）                            |
| 竹下みいこ                                                                         |                                                                                                  |                                        |                             |                                                          |
| 新宝島                                                                             | サカナクション                                                                                   | 山口一郎                               | 山口一郎                    | サカナクション、冨田謙（原曲） BIDA（カバー）            |
| きゅーとぴあ♡（大鳴門むに、出雲咲姫、福島ノア、白鳥胡桃）                          |                                                                                                  |                                        |                             |                                                          |
| ハッピー・ハッピー・フレンズ                                                       | わたてん☆5                                                                                       | ZAI-ON                                 | Eternal Truth               | 伊賀拓郎、WEST GROUND（原曲） XELIK（カバー）            |
| 可愛くてごめん                                                                     | HoneyWorks                                                                                       | shito                                  | shito                       | HoneyWorks（原曲） 神田ジョン（カバー）                  |
| その他                                                                             |                                                                                                  |                                        |                             |                                                          |
| D4DJ IN THE HOUSE                                                                  | 高木美佑、進藤あまね、葉月ひまり                                                                 | 都田和志                               | 都田和志                    | b4k                                                      |
| #D4DJ_BATTLE_TIME GONG                                                             | 紡木吏佐、葉月ひまり、深川瑠華                                                                   | DJ DENKYU                              | DJ DENKYU                   | DJ DENKYU                                                |

## D4DJ Groovy Mix
『D4DJ Groovy Mix』は、ブシロードのiOSおよびAndroid向けアプリケーションゲーム。ジャンルはリズム&アドベンチャーゲーム。開発元はDONUTS。2020年10月25日より配信開始。
先行プレイ版として、『D4DJ Groovy Mix D4U Edition』が2020年2月20日から9月末日まで配信された。
海外向け英語版は2021年5月27日より配信開始。ただし、楽曲や他社IPコラボの権利を全世界包括的に取得することが困難であることから、日本語版の一部のコンテンツは実装されていない。
モビモン（英語：Mobimon Inc,；中国語：移動怪獣）運営するの繁体字中国語版「D4DJ Groovy Mix 電音派對」が台湾、香港とマカオにて、2022年5月26日より配信開始、2024年5月25日にライセンス期限切れの為にサービス終了。

### ゲームシステム
本作はDJになりきることを大きな特徴としており、ほかのゲームにはない以下の特殊な操作を要求される。
スライダー
左右に動かしてエフェクトを調節したり、素早くフリックして大きな音を鳴らす。
ノーミスだと「ALL FADER」が成立する。
ターンテーブル
オレンジのアイコンが出たら上か下にフリックしてスクラッチ。この際一瞬譜面が後ろに動く。
赤のアイコンが出たらタップしてホールド。この際譜面が一時的に停止する。
ノーミスだと「ALL DISC」が成立する。
本作には、プレイヤーがすべて操作する「マニュアルモード」、タップとスライダー操作のみに限定した「ノーマルモード」、そしてすべてコンピュータが操作する「フルオート」の3種類がある。かつては中央のノーツの操作のみに限定した「ベーシックモード」、ターンテーブルとスライダーの操作に限定した「DJモード」があったが、マニュアルモードのオート設定に吸収された形で消滅している。また、オート設定はプリセットという位置づけであり、そこからさらに細かくオート操作の対象を指定することができるが、オート操作の対象となったノーツはコンボの対象外となる。タップノーツがノーミスだと「ALL TAP」が成立し、かつマニュアルモードで前述した「ALL FADER」と「ALL DISC」の3つが揃うことで「FULL COMBO」が成立する。

### イベント
ゲームでは随時イベントが開催されており、期間はイベントによって異なる。イベント期間中にライブをプレイすると、「イベントP」等を獲得できる。獲得した「イベントP」に応じてイベントストーリーの解放、達成報酬、ランキング報酬を獲得でき、一定以上の順位となることでそのイベントの「称号」を獲得できる。また、指定された属性及びメンバーをバンドに編成している状態でライブをすると、イベントを有利に進行できるボーナスが発生する。
それぞれのイベントの相違点は以下の通り。
メドレーライブイベント
マルチメドレーライブで選曲して挑戦券を集め、挑戦券が集まったら数種類ある課題曲のメドレーライブを行い、イベントPを大きく稼いでいく。
ポーカーイベント
開始時にあらかじめ手札が2枚用意されており、ライブを1回行うごとに手札が配られていき、5回ごとのプレイで成立する役によって配当が決まる。
2021年6月のルール改定により、出たキャラクターの組み合わせでリンクボーナスが発動し、掛け金が増える。
ビンゴイベント
マルチバトルライブでナンバーをたくさん獲得し、ビンゴを目指す。1ライン以上ビンゴしてスキップするか、全ラインビンゴのどちらかになれば次のカードへ進む。
ビンゴカード10枚ごとに報酬が豪華になる。
公平性を保つため、マルチバトルライブではGROOVY TIMEが発動しないようになっている。
リレーションイベント
特定のカップリングにスポットを当てたイベントで、開催期間が通常のイベントより短い。
ライブでスロットメダルを稼ぎ、スロットを回したときに揃った目で報酬を獲得できる。
レイドバトルイベント
ソロライブかマルチライブで協力して目的を達成する。
Growthイベント
すごろくの要領でキャラクターを成長させていき、3か所あるDJ BATTLEで高得点を目指す。

### グルミクツアーズ
一日一回ショート楽曲に挑戦し、クリアすればスキンやコインを獲得することができる。

### 隠し曲
メドレーライブの選曲画面である隠しコマンドを入力することで、以下の9曲をプレイすることができる。
- LOVE!HUG!GROOVY!!（フルサイズ）
- アゲハ蝶(2021/2/23以前譜面)
- Climax Jump(2021/2/23以前譜面)
- Awesome, ERINNNNNN!!!!（マッシュアップ）
- LOVE!HUG!GROOVY!!(KO3 Remix)（フルサイズ）
- なんてカラフルな世界! -D4DJ Remix(フルサイズ)
- 1st Anniv.GroovyMix!!!!!!(マッシュアップ)
- Floating Flower(s)!(フルサイズ)
- LOVE!HUG!GROOVY!!+nova(フルサイズ)

## テレビアニメ
『D4DJ First Mix』のタイトルで2020年10月から2021年1月までTOKYO MXほかにて放送された。世界展開も行われ、15か国語の字幕版および3か国の吹き替え版が配信された。また、本放送の4週間前からは『D4DJ First Mix TV』と題した特番が毎週放送された。
2022年8月19日には、『D4DJ First Mix』で描かれることが少なかった燐舞曲とMerm4idに焦点を当てた特別編『D4DJ Double Mix』が放送された。詳細については#D4DJ Double Mix（特別編）を参照。
2023年1月から3月まで、Happy Around!、Peaky P-key、Photon Maiden、Merm4id、燐舞曲、Lyrical Lilyの6ユニットが出演する第2期アニメ『D4DJ All Mix』が放送された。過去の作品で描かれることが少なかったLyrical Lilyを中心にストーリーが展開された。

### 外国語吹き替え版
D4DJの海外向け公式YouTubeチャンネルにて2020年12月25日より順次公開されている。
- 中国語版：中国上海の音熊聯萌工作室が担当[89]。日本国内、中国大陸内からは視聴不可。
- 英語版：アメリカ合衆国のバングズーム! エンタテイメントが担当。英語力の高さを買われた各務が、英語版でも明石真秀の声をあてている[90]。日本国内版のD4DJ公式YouTubeチャンネルでは期間限定で配信されている[91][92]。
- スペイン語版：アルゼンチンのMarmac Groupが担当[93]。

### 制作（アニメ）
この節は特に指定がない限り、第1期 (First Mix)のことを指す。

#### スタッフィング（アニメ）
監督を務める水島精二は、サンジゲンの松浦裕暁からオファーを受けたことをAnime Recorderとのインタビューの中で明かしており、自分が以前からアニソンDJをしていたことや、『楽園追放』など3DCG作品の実績があったことがオファーの理由ではないかと推測している。ただし、この時点では他プロジェクトにおける声優の交代に違和感を抱いていたことから、辞退することも視野に入れていた。その後、木谷本人と会話する機会を得、そのことを相談したところ、納得のいく説明を得られたと同時に自分の監督としての立場も明確化できたため、監督を引き受けるに至ったと水島は振り返っている。

#### セッティング（アニメ）
テレビアニメ版は様々なキャラクターが集合するフェスのような内容にするという方針が立てられた。一方で、水島が過去に暗い内容のアニメを手掛けたことがあったことから、ブシロード側から「キャラクターの闇堕ちだけは避けてほしい」という要望がだされ、ストーリーはキャラクターの成長を描いた明るいものとなった。
当初、水島は普遍的な物語を作ろうと考えていたが、Merm4idのグラビア活動や、燐舞曲がスペースシャワーTVの公式YouTubeチャンネルで冠番組を持っていたことなどを受け、Happy Around!、Peaky P-key、Photon Maidenの3組と、燐舞曲とMerm4idの活動環境の差異をストーリーの展開に組み込むこととなった。このため、登場時期がズレていたLyrical Lilyについては最終回でのワンカットのみの登場に留まった。
メインキャラクターのりんくは、DJの初心者であり、視聴者の目線に近い存在として描かれている。また、DJの文化に詳しくないからこそ、経験者である真秀のしている動作に興味を描く様子が描かれている。
一方、真秀は自らの限界を自覚しており、それを超えるための存在としてむにや麗が登場する。

#### 演出（アニメ）
本作はプレイ中のDJの作業が物語の中心に据えられていることから、DJプレイの表現に関しては「絶対に嘘をつかない」という方針が取られており、DJを誰でもできる仕事として描いてはいない。
同様の理由から、実際のライブで曲をつないだ様子を録画したビデオを参考に映像を制作することも行われた。
一方で、本作はコメディ要素が強いことから、キャラクターの表情の変化をテンポよく描くという方針が取られた。

#### 演技・キャスティング（アニメ）
第1期制作時はアフレコ期間中に新型コロナウイルスが流行したことから、多人数での収録はできなかった。

### スタッフ（アニメ）
|                                     | 第1期                                     | 第2期                                                                        |
| ----------------------------------- | ----------------------------------------- | ---------------------------------------------------------------------------- |
| 原作・製作                          | ブシロード                                | ブシロード                                                                   |
| 企画・製作総指揮                    | 木谷高明                                  | 木谷高明                                                                     |
| 統括プロデューサー                  | 中山雅弘                                  | 中山雅弘                                                                     |
| ストーリー原案                      | 中村航                                    | 中村航                                                                       |
| キャラクター原案                    | やちぇ                                    | やちぇ                                                                       |
| 総監督                              | -                                         | 水島精二                                                                     |
| 監督                                | 水島精二                                  | 鈴木大介                                                                     |
| 副監督                              | 鈴木大介                                  |                                                                              |
| シリーズ構成                        | 雑破業                                    | 雑破業                                                                       |
| アニメーション キャラクターデザイン | 茶之原拓也                                | 茶之原拓也                                                                   |
| アニメーション キャラクターデザイン | -                                         | 八森優香                                                                     |
| モデリングディレクター              | 原岡大輔、髙岡真也                        | 原岡大輔、髙岡真也                                                           |
| モデリングディレクター              | 寺林寛                                    | 横山貴央                                                                     |
| リギングディレクター                | 西島辰司                                  | 矢代奈津子                                                                   |
| 美術監督                            | 坪井健太                                  | 池田裕輔                                                                     |
| 美術設定                            | 多田周平                                  | 綱頭瑛子                                                                     |
| 色彩設計                            | 松山愛子                                  | 松山愛子                                                                     |
| 撮影監督                            | 小林俊介                                  | 小林俊介                                                                     |
| 編集                                | 榎田美咲                                  | 榎田美咲                                                                     |
| 音響監督                            | 長崎行男                                  | 長崎行男                                                                     |
| 音楽                                | 佐高陵平                                  | 佐高陵平                                                                     |
| 音楽                                | -                                         | グシミヤギヒデユキ                                                           |
| 音楽制作                            | ブシロードミュージック 渡邊亮太、松本拓輝 |                                                                              |
| 制作プロデューサー                  | 保住昇汰                                  | 保住昇汰                                                                     |
| プロデューサー                      | 戸田力良、海内裕輔                        | 亀山武史、原岡祐介、尾山仁康、矢田翔、小西裕貴、阿部みら、塩原俊夫、村上亮太 |
| アニメーション制作統括              | 松浦裕暁                                  | 松浦裕暁                                                                     |
| アニメーション制作                  | サンジゲン                                | サンジゲン                                                                   |

### 音楽（アニメ）
エンディングテーマは「WOW WAR TONIGHT〜時には起こせよムーヴメント〜」（原曲： H Jungle with t ）が採用された。
本作の物語は、伝説と呼ばれたユニットにあこがれた人々が集まるという構図をとっており、初期の時点から伝説的なユニットが登場することは決まっていたものの、パフォーマンスする楽曲までは未定だった。水島らが候補曲を提案し、それをもとにアニメを制作していたところ、小室哲哉の楽曲の使用許可がおりたという連絡が寄せられる。
連絡をもらった水島は当初TRFのようなアップテンポの楽曲を想定していたが、それよりもテンポが緩やかな「WOW WAR TONIGHT〜時には起こせよムーヴメント〜」だと知った際は、どうなるのか不安だったとAnime Recorderとのインタビューの中で振り返っている。これがきっかけで、小室が「#ALL FRIENDS」を書き下ろすまでに至っている。
同楽曲は物語において重要な存在に位置付けられており、第1話では複数回にわたって使用されている。
まず冒頭では、ライブで1曲聞いたようなボリュームを出すため、別々のパートが使用された。また、物語のきっかけを伝えるため、校内放送の場面でも同楽曲が使用された。
このほかにも、本作には多数の音楽が使われており、Peaky P-keyの「電乱★カウントダウン」のように、ファンに認知されている楽曲が優先して使われた。
ただし、Happy Around!については出会いから楽曲制作までを描く必要があるため、曲を作った理由とキャラクターの結びつきを考慮したうえで選曲が行われた。

#### 主題歌・劇中歌
第1期 (First Mix)
「ぐるぐるDJ TURN!!」
Happy Around! feat. KYOKO & SAKIによるオープニングテーマ。作詞は中村航、作曲は前山田健一、編曲はPandaBoY。
「WOW WAR TONIGHT〜時には起こせよムーヴメント〜」
天野愛莉 & 姫神紗乃によるエンディングテーマおよび第1話ライブ演奏曲。
「電乱★カウントダウン」
Peaky P-keyによる第1話ライブ演奏曲。作詞・作曲は上松範康、編曲は竹田祐介。
「Shake it up」
山本メーコによる第1話劇中歌。作詞はPA-NON、作曲・編曲は佐高陵平。
「気分上々↑↑」
第2 - 4話ライブ演奏曲および劇中歌。歌はライブ演奏時はDJ mash & りんく、劇中歌の際は朱南レイ。
「瞬動-movement-」
燐舞曲による第2話劇中歌。作詞はeMPIRE SOUND SYSTeMS、作曲・編曲はSho from MY FIRST STORY。
「Summer Night」
J Wazzによる第2話劇中歌。作詞はRasmus Faber、作曲・編曲は佐高陵平。
「ピアノ・ソナタ 第23番 ヘ短調 Op.57」
第3、4話ピアノ演奏曲。演奏はただすけ。
「Make My Style」
第4、6話ライブ演奏曲。作詞は山本メーコ、作曲・編曲は佐藤陽介、歌は4話ではDJ mash + りんく with （VJ Only）、6話ではHappy Around!。
「A lot of life」
第4、9話劇中歌、第13話ライブ演奏曲。作詞は佐高陵平、作曲・編曲はfu_mou、歌はPhoton Maiden。
「ぎぶみーAwesome!!!!」
第5話ライブ演奏曲。作詞・作曲・編曲はPandaBoY、歌はHappy Around!。
「Let's do the 'Big-Bang'」
第7話ライブ演奏曲。作詞は織田あすか、作曲は上松範康、編曲は竹田祐介、歌はPeaky P-key feat.RINKU。
「Angels We Have Heard on High」
第7話劇中歌。編曲は佐高陵平、歌は山本メーコ。
「Shiny Summer」
第7話劇中歌。作詞・歌はyukacco、作曲・編曲は佐高陵平。
「Happy Around Days」
第8話ライブ演奏曲。作詞はミズシマ教授、安藤紗々、作曲は大和、編曲は大和、gen、歌はHappy Around!。
「Here's the light」
第9話ライブ演奏曲。作詞は佐高陵平、作曲は佐藤陽介、編曲は佐高陵平、歌はPhoton Maiden。
「Photon Melodies」
第9話劇中歌。作詞・作曲・編曲は佐高陵平、歌はPhoton Maiden。
「暁」
第10・11話ライブ演奏曲。作詞は佐高陵平、作曲・編曲はfu_mou、歌はPhoton Maiden。
11話ではfu_mouに代わってグシミヤギヒデユキが編曲を手掛けた「暁 (Fruits Mix)」が使用された。
「Brand New World」
第10話ライブ演奏曲。作詞・作曲・編曲はfu_mou、歌はHappy Around!。
「銀河鉄道999」
第11話劇中歌。歌は岩田アッチュ。
「咲姫 REMIX Ver.」の編曲はグシミヤギヒデユキ。
「Floor Killer」
第11話劇中歌。作詞・作曲は都田和志、編曲は札ノ辻泰紀、歌はMerm4id。
「round and round」
第11話劇中歌。作詞・作曲は都田和志、編曲はb4k、歌はMerm4id。
「1RKO」
第12話劇中歌。作詞は怒れるRANLちゃん&ZAQ、作曲・編曲は佐高陵平、歌は可愛すぎたRANLちゃん & ZAQ。
「HONEST-conflict01-」
第12話ラップ演奏曲。作詞・作曲・編曲はZAQ、歌はりんく & むに。
「HONEST-happy a word-」
第13話ライブ演奏曲。作詞・作曲・編曲はZAQ、歌はHappy Around!。
「ABSOLUTE」
第13話ライブ演奏曲。作詞は織田あすか、作曲は上松範康、編曲は竹田祐介、歌はPeaky P-key。
「Wish You Luck」
第13話ライブ演奏曲。作詞は織田あすか、作曲は上松範康、編曲は竹田祐介、歌はPeaky P-key。
「Happy Music♪」
第13話ライブ演奏曲。作詞は中村航、作曲・編曲はPandaBoY、歌はHappy Around!。
第2期 (All Mix)
「Maihime」
Lyrical Lilyによるオープニングテーマ。作詞は中村航、作曲・編曲はTAKU INOUE、原案は森鴎外「舞姫」。
「Around and Around」
愛本りんく、山手響子、出雲咲姫、瀬戸リカ、青柳椿、桜田美夢によるエンディングテーマ。作詞は児玉雨子、作曲・編曲は佐高陵平。
「OVERWHELM!」
第1話ライブ演奏曲。作詞はSpirit Garden、作曲は上松範康、編曲は菊田大介、歌はPeaky P-key。
「BLACK LOTUS」
第1話劇中歌。作詞はeMPIRE SOUND SYSTeMS、作曲・編曲はSho from MY FIRST STORY、ストリングス編曲はSakuzyo、歌は燐舞曲。
「Horizontal Oath」
第2話劇中歌。作詞・作曲・編曲はeMPIRE SOUND SYSTeMS、歌は燐舞曲。
「Decided」
第2話劇中歌。作曲は大中美穂。
「春とショコラ」
第3話ライブ演奏曲。作詞は中村航、作曲はエガワヒロシ、編曲は吉田明広、歌はLyrical Lily。
「ARCANA」
第4話ライブ演奏曲。作詞は星熊南巫 from 我儘ラキア・eMPIRE SOUND SYSTeMS、作曲は丸山漠 from a crowd of rebellion、編曲はMEG(MEGMETAL)、歌は燐舞曲。
「Celsius」
第4話劇中歌。作詞・作曲・編曲はeMPIRE SOUND SYSTeMS、歌は燐舞曲。
「海」
第5話劇中歌。作詞：林柳波、作曲：井上武士、歌は瀬戸リカ。
「D.M.F」
第5話ライブ演奏曲。作詞・作曲は都田和志、編曲はb4k、歌はMerm4id。
「Look at me♡」
第6話ライブ演奏曲、第7話劇中歌。作詞は安藤紗々・各務華梨、作曲・編曲は神田ジョン、歌はHappy Around!。
「Happy Music♪」
第6話劇中歌。作詞は中村航、作曲・編曲はPandaBoY、歌はHappy Around!。
「4 many colors」
第7話ライブ演奏曲。作詞はミズシマ教授、作曲はおぐらあすか、編曲はグシミヤギ ヒデユキ、歌はPhoton Maiden。
「ぎぶみーAwesome!!!!」
第7話劇中歌。作詞・作曲・編曲はPandaBoY、歌はHappy Around!。
「S.T.O.P.!」
第7話劇中歌。作詞・作曲は都田和志、編曲はb4k、歌はMerm4id。
「バラライカ」
第7話劇中歌。作詞はBULGE、作曲は迫茂樹、編曲はNAMBO、歌は新島衣舞紀。
「暁」
第8話劇中歌。作詞は佐高陵平、作曲・編曲はfu_mou、歌はPhoton Maiden。
「Here's the light」
第8話劇中歌。作詞は佐高陵平、作曲は佐藤陽介、編曲は佐高陵平、歌はPhoton Maiden。
「讃美歌21 551番『朝の光　闇をはらい』」
第8話劇中歌。歌はLyrical LilyとPhoton Maiden。
「妙なる星と」
第9話ライブ演奏曲。作詞・作曲・編曲はfu_mou、歌はPhoton Maiden×Lyrical Lily。
「Peaky Around!!」
第11話ライブ演奏曲。作詞はSpirit Garden、作曲は伊月衛、編曲は竹田祐介、歌はHappy Around!×Peaky P-key。
「サイレントナイト」
第11話劇中歌。作詞はヨゼフ・モール（英語詞はJohn Freeman Young）、作曲はフランツ・クサーヴァー・グルーバー、編曲はグシミヤギ ヒデユキ、歌はLyrical Lily。
「Delightful Party」
第12話ライブ演奏曲。作詞・作曲・編曲はPandaBoy。歌は愛本りんく、山手響子、出雲咲姫、瀬戸リカ、青柳椿、桜田美夢。
「prayer[s]」
第12話劇中歌。作詞は咲人（NIGHTMARE）、eMPIRE SOUND SYSTeMS、作曲・編曲はNob from MY FIRST STORY、歌は燐舞曲。

### 各話リスト
| 話数               | サブタイトル                        | シナリオ           | 絵コンテ                                         | ライブパート 絵コンテ                      | 演出                         | CGディレクター               | 作画監督                                       | 初放送日           |                    |                    |                    |                    |                    |                    |                    |                    |                    |                    |                    |                    |                    |                    |                    |                    |
| 第1期『First Mix』 | 第1期『First Mix』                  | 第1期『First Mix』 | 第1期『First Mix』                               | 第1期『First Mix』                         | 第1期『First Mix』           | 第1期『First Mix』           | 第1期『First Mix』                             | 第1期『First Mix』 | 第1期『First Mix』 | 第1期『First Mix』 | 第1期『First Mix』 | 第1期『First Mix』 | 第1期『First Mix』 | 第1期『First Mix』 | 第1期『First Mix』 | 第1期『First Mix』 | 第1期『First Mix』 | 第1期『First Mix』 | 第1期『First Mix』 | 第1期『First Mix』 | 第1期『First Mix』 | 第1期『First Mix』 | 第1期『First Mix』 | 第1期『First Mix』 |
| ------------------ | ----------------------------------- | ------------------ | ------------------------------------------------ | ------------------------------------------ | ---------------------------- | ---------------------------- | ---------------------------------------------- | ------------------ | ------------------ | ------------------ | ------------------ | ------------------ | ------------------ | ------------------ | ------------------ | ------------------ | ------------------ | ------------------ | ------------------ | ------------------ | ------------------ | ------------------ | ------------------ | ------------------ |
| 第1話              | First Mix                           | 雑破業             | 水島精二                                         | 萬直樹                                     | 石川真平                     | 石川真平                     | 西田美弥子                                     | 2020年 10月30日    |                    |                    |                    |                    |                    |                    |                    |                    |                    |                    |                    |                    |                    |                    |                    |                    |
| 第2話              | Next Step                           | 雑破業             | 黒川智之                                         | 高橋直希                                   | 大森大地                     | 大森大地                     | 依田祐輔                                       | 11月6日            |                    |                    |                    |                    |                    |                    |                    |                    |                    |                    |                    |                    |                    |                    |                    |                    |
| 第3話              | Only Me                             | 雑破業             | 角地拓大                                         | 萬直樹                                     | 奥川尚弥                     | 奥川尚弥                     | 依田祐輔 茶之原拓也 前田亜紀 西田美弥子        | 11月13日           |                    |                    |                    |                    |                    |                    |                    |                    |                    |                    |                    |                    |                    |                    |                    |                    |
| 第4話              | Make My Song                        | 雑破業             | 坂田純一                                         | 榎田美咲 島原樹也                          | 遠藤求 林謙吾                | 遠藤求 林謙吾                | 依田祐輔 茶之原拓也 前田亜紀 西田美弥子        | 11月20日           |                    |                    |                    |                    |                    |                    |                    |                    |                    |                    |                    |                    |                    |                    |                    |                    |
| 第5話              | One and Only                        | 雑破業             | 杉島邦久                                         | 高橋直希                                   | 志賀健太郎                   | 志賀健太郎                   | 依田祐輔 茶之原拓也 前田亜紀                   | 11月27日           |                    |                    |                    |                    |                    |                    |                    |                    |                    |                    |                    |                    |                    |                    |                    |                    |
| 第6話              | Fall Camp                           | 雑破業             | 鈴木大介                                         | 林翔子                                     | 石川真平                     | 石川真平                     | 依田祐輔 茶之原拓也 前田亜紀 浅尾遥            | 12月4日            |                    |                    |                    |                    |                    |                    |                    |                    |                    |                    |                    |                    |                    |                    |                    |                    |
| 第7話              | Holy Gifts                          | 雑破業             | 増田敏彦                                         | 榎田美咲                                   | 矢野勇也                     | 矢野勇也                     | 依田祐輔 前田亜紀 浅尾遥 茶之原拓也 西田美弥子 | 12月18日           |                    |                    |                    |                    |                    |                    |                    |                    |                    |                    |                    |                    |                    |                    |                    |                    |
| 第8話              | Dear Friend                         | 雑破業             | 杉島邦久                                         | 志賀健太郎                                 | 遠藤求                       | 遠藤求                       | 依田祐輔 前田亜紀 浅尾遥 茶之原拓也 西田美弥子 | 12月25日           |                    |                    |                    |                    |                    |                    |                    |                    |                    |                    |                    |                    |                    |                    |                    |                    |
| 第9話              | Encounter With Light                | 雑破業             | 森川滋                                           | 藤田健太                                   | 志賀健太郎                   | 志賀健太郎                   | 依田祐輔 茶之原拓也 前田亜紀                   | 2021年 1月1日      |                    |                    |                    |                    |                    |                    |                    |                    |                    |                    |                    |                    |                    |                    |                    |                    |
| 第10話             | Brand New World                     | 雑破業             | 森川滋                                           | 高橋直希                                   | 大森大地                     | 大森大地                     | 依田祐輔 茶之原拓也 前田亜紀 浅尾遥 西田美弥子 | 1月8日             |                    |                    |                    |                    |                    |                    |                    |                    |                    |                    |                    |                    |                    |                    |                    |                    |
| 第11話             | Voice of Evolution                  | 雑破業             | 鈴木大介                                         | 榎田美咲                                   | 矢野勇也                     | 矢野勇也                     | 依田祐輔 茶之原拓也 前田亜紀 浅尾遥            | 1月15日            |                    |                    |                    |                    |                    |                    |                    |                    |                    |                    |                    |                    |                    |                    |                    |                    |
| 第12話             | Childhood Friends                   | 綾奈ゆにこ         | 角地拓大 若井美優紀 鈴木大介 水島精二 志賀健太郎 | -                                          | 大森大地                     | 大森大地                     | 依田祐輔 茶之原拓也 前田亜紀 浅尾遥            | 1月22日            |                    |                    |                    |                    |                    |                    |                    |                    |                    |                    |                    |                    |                    |                    |                    |                    |
| 第13話             | Groovy Mix                          | 綾奈ゆにこ         | 鈴木大介 水島精二                                | 森田紘吏 榎田美咲 藤田健太 林翔子 高橋直希 | 鈴木大介                     | 奥川尚弥                     | 依田祐輔 茶之原拓也 前田亜紀                   | 1月29日            |                    |                    |                    |                    |                    |                    |                    |                    |                    |                    |                    |                    |                    |                    |                    |                    |
| 第2期『All Mix』   |                                     |                    |                                                  |                                            |                              |                              |                                                |                    |                    |                    |                    |                    |                    |                    |                    |                    |                    |                    |                    |                    |                    |                    |                    |                    |
| 第1話              | Jan. 「ハジマリ ハジマリ」          | 雑破業             | 鈴木大介                                         | 榎田美咲                                   | 矢野勇也                     | 矢野勇也                     | 依田祐輔 茶之原拓也                            | 2023年 1月13日     |                    |                    |                    |                    |                    |                    |                    |                    |                    |                    |                    |                    |                    |                    |                    |                    |
| 第2話              | Feb. 「カメラ ライフ アクション！」 | 雑破業             | 水島精二                                         | -                                          | 志賀健太郎 大森大地          | 志賀健太郎 大森大地          | 茶之原拓也 大峰誠也 依田祐輔                   | 1月20日            |                    |                    |                    |                    |                    |                    |                    |                    |                    |                    |                    |                    |                    |                    |                    |                    |
| 第3話              | Mar. 「ジユウ ジユウ？」            | 雑破業             | 森川滋                                           | 榎田美咲                                   | 山之口創                     | 山之口創                     | 依田祐輔 前田亜紀                              | 1月27日            |                    |                    |                    |                    |                    |                    |                    |                    |                    |                    |                    |                    |                    |                    |                    |                    |
| 第4話              | Apr.「ハルノアラシ」                | 佐藤亜美           | 石川真平                                         | 萬直樹                                     | 矢野勇也 山之口創            | 矢野勇也 山之口創            | 茶之原拓也 八森優香 前田亜紀                   | 2月3日             |                    |                    |                    |                    |                    |                    |                    |                    |                    |                    |                    |                    |                    |                    |                    |                    |
| 第5話              | May.「ネガ/ポジ」                   | 豊田百香           | 佐藤竜雄 水島精二 岡こずえ                       | 渡辺啓介                                   | 志賀健太郎                   | 志賀健太郎                   | 前田亜紀 大峰誠也 Shin Joseph                  | 2月10日            |                    |                    |                    |                    |                    |                    |                    |                    |                    |                    |                    |                    |                    |                    |                    |                    |
| 第6話              | Jun.「ハクチュウム」                | 佐藤亜美           | 坂田純一                                         | 高橋直希                                   | 志賀健太郎 山之口創          | 志賀健太郎 山之口創          | 依田祐輔 八森優香                              | 2月17日            |                    |                    |                    |                    |                    |                    |                    |                    |                    |                    |                    |                    |                    |                    |                    |                    |
| 第7話              | Jul.「ミンナカワイイ！」            | 豊田百香           | 大槻敦史                                         | 小川浩太郎                                 | 志賀健太郎 奥川尚弥          | 志賀健太郎 奥川尚弥          | 大峰誠也 八森優香                              | 2月24日            |                    |                    |                    |                    |                    |                    |                    |                    |                    |                    |                    |                    |                    |                    |                    |                    |
| 第8話              | Sep.「アイトソラ」                  | 高橋龍也           | 杉島邦久                                         | -                                          | 山之口創                     | 山之口創                     | 大峰誠也                                       | 3月3日             |                    |                    |                    |                    |                    |                    |                    |                    |                    |                    |                    |                    |                    |                    |                    |                    |
| 第9話              | Oct.「ホシトカミ」                  | 高橋龍也           | 杉島邦久                                         | 鈴木風人                                   | 鈴木大介 志賀健太郎          | 矢野勇也 志賀健太郎          | 大峰誠也                                       | 3月10日            |                    |                    |                    |                    |                    |                    |                    |                    |                    |                    |                    |                    |                    |                    |                    |                    |
| 第10話             | Nov.「サムイヨルダカラ」            | 雑破業             | 岡こずえ                                         | -                                          | 矢野勇也                     | -                            | 矢野勇也                                       | 3月17日            |                    |                    |                    |                    |                    |                    |                    |                    |                    |                    |                    |                    |                    |                    |                    |                    |
| 第11話             | Dec.「セイナルヨルニ」              | 雑破業             | 坂田純一                                         | 日髙初美                                   | 山之口創                     | 山之口創                     | 前田亜紀                                       | 3月24日            |                    |                    |                    |                    |                    |                    |                    |                    |                    |                    |                    |                    |                    |                    |                    |                    |
| 第12話             | 「ゼントヨウヨウ」                  | 雑破業             | 鈴木大介                                         | 日髙初美                                   | 鈴木大介 矢野勇也 志賀健太郎 | 鈴木大介 矢野勇也 志賀健太郎 | 大峰誠也                                       | 3月31日            |                    |                    |                    |                    |                    |                    |                    |                    |                    |                    |                    |                    |                    |                    |                    |                    |

### 放送局
| 放送期間                                            | 放送時間                                                  | 放送局         | 対象地域       | 備考                                 |
| --------------------------------------------------- | --------------------------------------------------------- | -------------- | -------------- | ------------------------------------ |
| 2020年10月30日 - 2021年1月29日                      | 金曜 23:00 - 23:30                                        | TOKYO MX       | 東京都         |                                      |
|                                                     |                                                           | 千葉テレビ     | 千葉県         |                                      |
|                                                     |                                                           | tvk            | 神奈川県       |                                      |
|                                                     |                                                           | BS日テレ       | 日本全域       | BS/BS4K放送 / 『アニメにむちゅ〜』枠 |
|                                                     |                                                           | AT-X           | 日本全域       | CS放送 / リピート放送あり            |
|                                                     | 金曜 23:30 - 土曜 0:00                                    | サンテレビ     | 兵庫県         |                                      |
| 2020年10月31日 - 2021年1月30日                      | 土曜 1:30 - 2:00（金曜深夜）                              | KBS京都        | 京都府         |                                      |
| 2020年10月31日 - 2021年2月6日                       | 土曜 1:55 - 2:25（金曜深夜）                              | テレビユー山形 | 山形県         |                                      |
| 2020年11月1日 - 2021年1月31日                       | 日曜 1:34 - 2:04（土曜深夜）                              | テレビ山口     | 山口県         |                                      |
|                                                     | 日曜 1:58 - 2:28（土曜深夜）                              | 宮崎放送       | 宮崎県         |                                      |
|                                                     | 日曜 2:00 - 2:30（土曜深夜）                              | RKB毎日放送    | 福岡県         |                                      |
| 2020年11月2日 - 2021年2月1日                        | 月曜 1:30 - 2:00（日曜深夜）                              | 北陸朝日放送   | 石川県         |                                      |
| 2020年11月2日 - 2021年1月4日 2021年1月11日 - 2月1日 | 月曜 1:35 - 2:05（日曜深夜） 月曜 1:05 - 1:35（日曜深夜） | テレビ愛知     | 愛知県         |                                      |
| 2020年11月2日 - 2021年2月1日                        | 月曜 2:20 - 2:50（日曜深夜）                              | 大分放送       | 大分県         |                                      |
| 2020年11月3日 - 2021年2月2日                        | 火曜 1:20 - 1:50（月曜深夜）                              | 長野朝日放送   | 長野県         |                                      |
|                                                     |                                                           | 琉球朝日放送   | 沖縄県         |                                      |
|                                                     | 火曜 1:39 - 2:09（月曜深夜）                              | 青森テレビ     | 青森県         |                                      |
|                                                     | 火曜 1:50 - 2:20（月曜深夜）                              | 岩手朝日テレビ | 岩手県         |                                      |
|                                                     |                                                           | 秋田朝日放送   | 秋田県         |                                      |
|                                                     | 火曜 1:52 - 2:22（月曜深夜）                              | RSK山陽放送    | 岡山県・香川県 |                                      |
|                                                     | 火曜 1:59 - 2:29（月曜深夜）                              | 静岡朝日テレビ | 静岡県         |                                      |
| 2020年11月4日 - 2021年2月3日                        | 水曜 1:20 - 1:50（火曜深夜）                              | 福島放送       | 福島県         |                                      |
|                                                     | 水曜 1:31 - 2:01（火曜深夜）                              | 東日本放送     | 宮城県         |                                      |
|                                                     | 水曜 1:50 - 2:20（火曜深夜）                              | 愛媛朝日テレビ | 愛媛県         |                                      |
|                                                     | 水曜 2:00 - 2:30（火曜深夜）                              | テレビ新広島   | 広島県         |                                      |
| 2020年11月5日 - 2021年2月4日                        | 木曜 1:55 - 2:25（水曜深夜）                              | テレビくまもと | 熊本県         |                                      |
| 2020年11月6日 - 2021年2月5日                        | 金曜 1:05 - 1:35（木曜深夜）                              | 南日本放送     | 鹿児島県       | 『よるアニメ』枠                     |
|                                                     | 金曜 1:18 - 1:50（木曜深夜）                              | 長崎文化放送   | 長崎県         | 『あに。』枠                         |
|                                                     | 金曜 1:20 - 1:50（木曜深夜）                              | 北海道テレビ   | 北海道         |                                      |
|                                                     | 金曜 1:25 - 1:55（木曜深夜）                              | 新潟テレビ21   | 新潟県         |                                      |
|                                                     | 金曜 2:30 - 3:00（木曜深夜）                              | テレビ山梨     | 山梨県         |                                      |

| 配信開始日     | 配信時間                     | 配信サイト | 備考   |
| -------------- | ---------------------------- | --- | ------ |
| 2020年10月30日 | 金曜 23:00 - 23:30           | YouTube Twitter | [ 99 ] |
| 2020年10月31日 | 土曜 1:30 - 2:00（金曜深夜） | ABEMA |        |
| 未定           | 未定                         | Amazonプライム・ビデオ U-NEXT Hulu dアニメストア TELASA J:COMオンデマンド HAPPY!動画 Rakuten TV TSUTAYA TV ひかりTV ふらっと動画 FOD あにてれ バンダイチャンネル ニコニコチャンネル ニコニコ生放送 ビデオマーケット DMM.com COCORO VIDEO music.jp GYAO!ストア |        |

| 放送期間                | 放送時間                     | 放送局     | 対象地域 | 備考                                            |
| ----------------------- | ---------------------------- | ---------- | -------- | ----------------------------------------------- |
| 2023年1月13日 - 3月31日 | 金曜 23:00 - 23:30           | TOKYO MX   | 東京都   | 製作参加                                        |
|                         |                              | BS日テレ   | 日本全域 | 製作参加 / BS/BS4K放送 / 『アニメにむちゅ〜』枠 |
|                         |                              | AT-X       | 日本全域 | CS放送 / 字幕放送 / リピート放送あり            |
| 2023年1月14日 - 4月1日  | 土曜 1:00 - 1:30（金曜深夜） | KBS京都    | 京都府   |                                                 |
|                         | 土曜 22:30 - 23:00           | サンテレビ | 兵庫県   |                                                 |

### 評価（アニメ）
ライターの怪しい隣人はねとらぼに寄せた『D4DJ Groovy Mix』のレビューの中で本作についても言及しており、なぜ「WOW WAR TONIGHT〜時には起こせよムーヴメント〜」が物語のキーなのか違和感がぬぐえず、第1話の中で4回も聞かされて困惑したと述べている。
ライターの高橋克則はアキバ総研に寄せた記事の中で、本作について、パフォーマンスシーンや意欲的なカットを評価している。

### D4DJ Double Mix（特別編）
2022年8月19日に放送された特別編。『D4DJ First Mix』で描かれることが少なかった燐舞曲とMerm4idに焦点を当てたスピンオフ的な作品である。

#### スタッフ（D4DJ Double Mix）
- 原作 - ブシロード
- 企画・製作総指揮 - 木谷高明
- ストーリー原案 - 中村航
- キャラクター原案 - やちぇ
- 総監督 - 水島精二
- 監督 - 鈴木大介
- シリーズ構成 - 雑破業
- シナリオ - 佐藤亜美
- 絵コンテ - 鈴木大介、水島精二
- ライブパート絵コンテ - 萬直樹
- 演出/CGディレクター - 矢野勇也
- 作画監督 - 依田祐輔、茶之原拓也、前田亜紀、八森優香、大峰誠也
- アニメーションキャラクターデザイン - 茶之原拓也
- アニメーション制作 - サンジゲン

#### 主題歌（D4DJ Double Mix）
「FAKE OFF」
作詞・作曲：都田和志、編曲：b4k
歌：Merm4id×燐舞曲

#### 挿入歌（D4DJ Double Mix）
「prayer」
作詞：咲人/eMPIRE SOUND SYSTeMS、作曲：Nob from MY FIRST STORY、編曲：咲人
歌：燐舞曲

## ショートアニメ
『ぷっちみく♪ D4DJ Petit Mix』のタイトルのコメディ系ショートアニメ。2021年2月5日から3月26日まで『D4DJ Photon Maiden TV』内にて放送され、2021年4月2日から7月30日まで『#D4DJ_DJTIME』内にて放送された。全26話。
宮嶋星矢が監督を務めている、アニメ制作がDMM.futureworks/ダブトゥーンスタジオであるなど、『BanG Dream! ガルパ☆ピコ』との共通点がみられる。
第8話「幻への道」で登場したQRコードを読み取ると、「D4DJ Groovy Mix」のアプリダウンロードページへと飛ぶようになっている。

### スタッフ（ぷっちみく）
- 原作・製作 - ブシロード[105]
- 企画・製作総指揮 - 木谷高明[105]
- 統括プロデューサー - 中山雅弘
- 監督・シリーズ構成 - 宮嶋星矢[105]
- 助監督 - 中西基樹
- ストーリー原案 - 中村航[105]
- キャラクター原案 - やちぇ[105]
- アニメーションキャラクターデザイン - 湯野さわこ、平野由美
- 美術監督 - 筒井典子
- 撮影監督 - 西村徹也
- 音響監督 - 神保直史
- 音響効果 - 宮﨑誠二
- 音楽 - 佐高陵平、Donuts
- プロデューサー - 戸田力良、海内裕輔
- 制作統括 - 内海洋
- アニメーションプロデューサー - 青木泰寛
- アニメーション制作 - DMM.futureworks/ダブトゥーンスタジオ[105]
- アニメーション制作協力 - アルケ

### 主題歌（ぷっちみく）
「ぷっちみくパーチナィ！」
Happy Around! with KYOKO, SAKI, RIKA, TSUBAKI, MIYUによるエンディングテーマ。作詞は中村航、作曲・編曲はPandaBoY。

### 各話リスト（ぷっちみく）
| ぷっちみく♪ D4DJ Petit Mix | ぷっちみく♪ D4DJ Petit Mix               | ぷっちみく♪ D4DJ Petit Mix | ぷっちみく♪ D4DJ Petit Mix | ぷっちみく♪ D4DJ Petit Mix | ぷっちみく♪ D4DJ Petit Mix |
| 話数                       | サブタイトル                             | 脚本                       | 絵コンテ                   | 演出                       | 作画監督                   |
| -------------------------- | ---------------------------------------- | -------------------------- | -------------------------- | -------------------------- | -------------------------- |
| #01                        | 彼方からの招待状                         | 宮嶋星矢                   | 宮嶋星矢                   | 中西基樹                   | 小野晃                     |
| #02                        | ハッピーダンスでウッ！ハッ！ウッ！ハッ！ | はるか                     | 宮嶋星矢                   | 中西基樹                   | 小野晃                     |
| #03                        | ピキピキのドキドキ！替え玉大作戦         | 市川十億衛門               | 雛田ゆいち                 | 中西基樹                   | 伊豫遼太郎                 |
| #04                        | Photon Maidenのコズミック色診断          | 市川十億衛門               | 宮嶋星矢                   | 中西基樹                   | 増田優紗                   |
| #05                        | テンアゲ！Merm4idリモート会議            | 市川十億衛門               | 赤井克希                   | 中西基樹                   | 青木久美子                 |
| #06                        | 燐舞曲の悪夢                             | はるか                     | 河原龍太                   | 中西基樹                   | 小野晃                     |
| #07                        | 召しませリリリリ♪ご機嫌おやつ            | はるか                     | 河原龍太                   | 中西基樹                   | 伊豫遼太郎                 |
| #08                        | 幻への道                                 | はるか                     | 古賀一臣                   | 中西基樹                   | 青木久美子                 |
| #09                        | 筋肉少女の仁義なき戦い 中野私闘篇        | 市川十億衛門               | 伊藤慎之助                 | 中西基樹                   | 伊豫遼太郎                 |
| #10                        | 歌声♡ひみつ会議                          | はるか                     | 倉富康平                   | 中西基樹                   | 鈴木祥子                   |
| #11                        | せんとうパーティー                       | はるか                     | 倉富康平                   | 中西基樹                   | 二宮奈那子                 |
| #12                        | にょちおとむに                           | 市川十億衛門               | 伊藤慎之助                 | 中西基樹                   | 青木久美子                 |
| #13                        | 夢への試練                               | 市川十億衛門               | 中西基樹                   | 中西基樹                   | 小野晃                     |
| #14                        | 麗の新たなる挑戦                         | はるか                     | 南川達馬                   | 中西基樹                   | 増田優紗                   |
| #15                        | おひとりさまホリデー                     | 市川十億衛門               | 伊藤慎之助                 | 中西基樹                   | 黒川あゆみ                 |
| #16                        | Photon Maidenのギャラクティカ東京探訪    | 市川十億衛門               | 南川達馬                   | 中西基樹                   | 伊豫遼太郎                 |
| #17                        | 無人島サバイバル・ウォー                 | 市川十億衛門               | 南川達馬                   | 中西基樹                   | 鈴木祥子                   |
| #18                        | 燐舞曲の恋歌                             | はるか                     | 河原龍太                   | 中西基樹                   | 小野晃                     |
| #19                        | 戦慄令嬢～どうあがいても・・・絶叫～     | はるか                     | 南川達馬                   | 中西基樹                   | 黒川あゆみ                 |
| #20                        | 生か死か！？荒野の果てはDの戦場          | はるか                     | 伊藤慎之助                 | 中西基樹                   | 黒川あゆみ                 |
| #21                        | りりかるどり～む♪ノアノアランド          | 市川十億衛門               | 南川達馬                   | 中西基樹                   | 小野晃                     |
| #22                        | 緋彩呪わば穴ファンシー                   | はるか                     | 南川達馬                   | 中西基樹                   | 伊豫遼太郎                 |
| #23                        | 珈琲1杯分のため息                        | はるか                     | 南川達馬                   | 中西基樹                   | 増田優紗                   |
| #24                        | 想い出フォトダイアリー                   | 市川十億衛門               | 伊藤慎之助                 | 中西基樹                   | 鈴木祥子                   |
| #25                        | 誰がために・・・                         | はるか                     | 中西基樹                   | 中西基樹                   | 青木久美子                 |
| #26                        | 永遠なれ、愛しきディグラーたち           | 市川十億衛門               | 中西基樹                   | 中西基樹                   | 黒川あゆみ                 |

## パチスロ

### L D4DJ Pachi-Slot Mix
2024年8月5日に、京楽産業.から導入された。
公式PVは、現在非公開である。